# Medalhistas olímpicos do voleibol

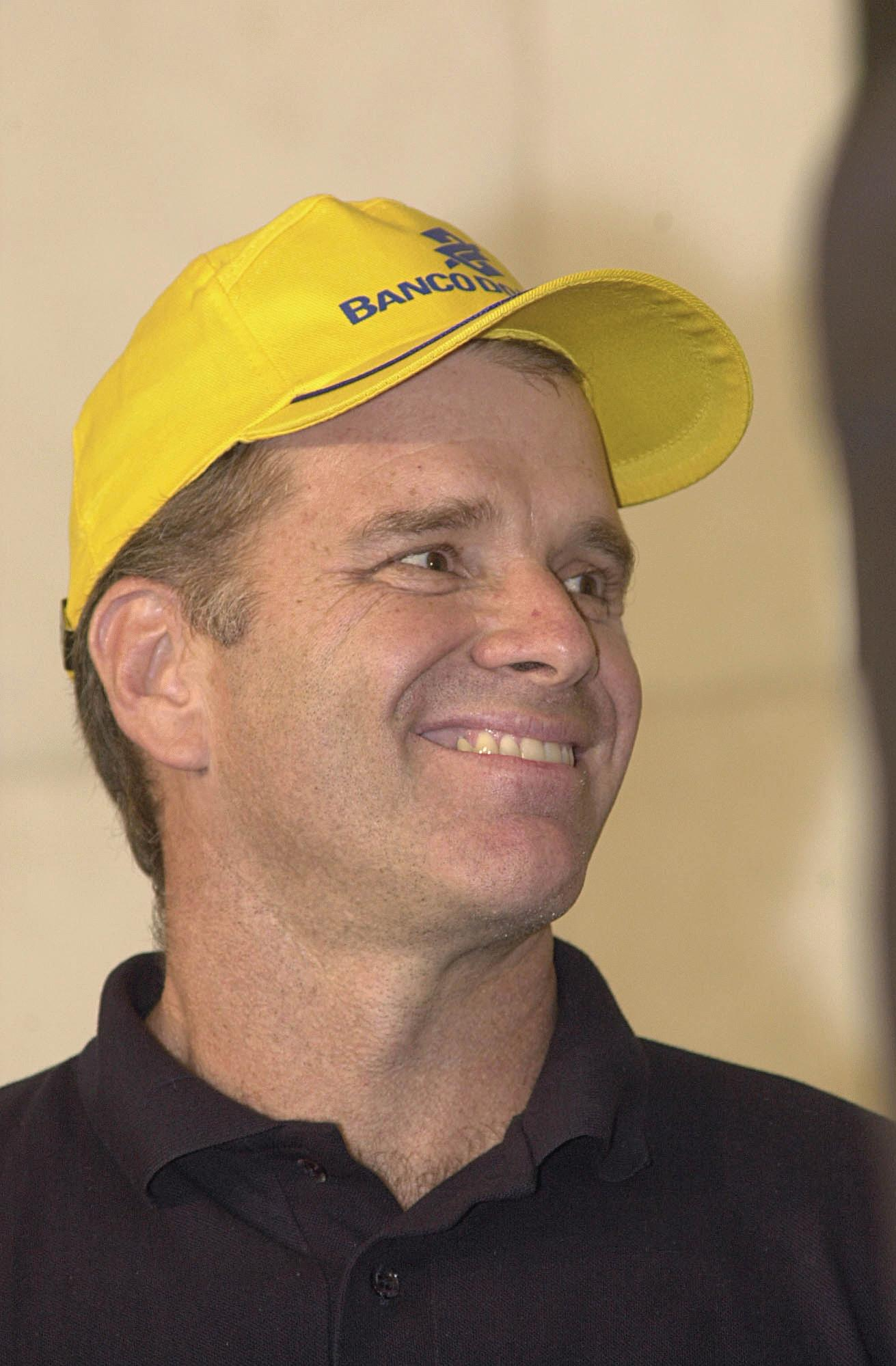
Bernardo Rezende, medalhista de prata em 1984 pelo Brasil, liderou a seleção brasileira feminina na conquista de duas medalhas e a seleção brasileira masculina em quatro finais olímpicas consecutivas

O voleibol é um dos esportes que é disputado nos Jogos Olímpicos de Verão em duas disciplinas: o tradicional indoor e o mais recente de praia. O vôlei de quadra foi adicionado ao programa olímpico em 1957 na 53ª sessão do Comitê Olímpico Internacional (COI) em Sófia, Bulgária, e as primeiras competições foram realizadas nos jogos de 1964 em Tóquio. A União Soviética conquistou medalhas nas cinco primeiras edições olímpicas em que o voleibol esteve presente, tanto no masculino como no feminino, incluindo a medalha de ouro no torneio masculino em Tóquio. A seleção japonesa feminina venceu a competição olímpica inaugural e ficou com a prata nas duas edições seguintes. Durante os Jogos de Montreal em 1976, a seleção polonesa masculina ganhou a única medalha de ouro do país no esporte, após a equipe feminina terminar com o bronze em 1964 e 1968. Na Olimpíada de Moscou em 1980, os anfitriões venceram as duas disputas pelo ouro. Os times búlgaros conseguiram as únicas medalhas da nação no voleibol em Moscou, uma prata e um bronze nos torneios masculino e feminino, respectivamente.
Após o boicote liderado pelos Estados Unidos aos Jogos de Moscou, a União Soviética e alguns de seus aliados responderam boicotando a Olimpíada de Los Angeles, alegando preocupações com a segurança. Os Estados Unidos ganharam as suas primeiras medalhas no vôlei nos jogos de Los Angeles: uma de ouro na competição masculina e uma de prata na feminina. A China conquistou a medalha de ouro no campeonato feminino em Los Angeles, em sua primeira participação no torneio olímpico de voleibol. Os Estados Unidos defenderam com êxito o título na disputa masculina nos jogos de 1988 em Seul, e o Peru ganhou a sua única medalha no vôlei, uma de prata na competição feminina. A União Soviética conquistou uma medalha de prata no torneio masculino e uma de ouro no feminino naquela que seria a sua última Olimpíada. Sucedendo ao rompimento da União Soviética em 1990–91, 12 dos 15 países recém-independentes competiram juntos como Equipe Unificada em Barcelona. No campeonato feminino, a Equipe Unificada ficou com a prata, e Cuba venceu o primeiro de três títulos consecutivos. Na disputa masculina, o Brasil ganhou a sua primeira medalha de ouro, e os Países Baixos a sua primeira medalha na modalidade.
Atlanta presenciou a seleção neerlandesa masculina melhorar o resultado obtido em Barcelona, finalizando o campeonato com a medalha de ouro. Na Olimpíada de Sydney, a Rússia levou para casa as suas primeiras medalhas no vôlei como um país independente com a prata em ambos campeonatos. Nos jogos de Atenas, a seleção brasileira masculina e a seleção chinesa feminina ganharam as segundas medalhas de ouro em seus respectivos campeonatos. Em Pequim, a seleção americana masculina venceu todas as partidas até conquistar o terceiro título e a seleção brasileira feminina ganhou a medalha de ouro perdendo apenas um set em toda a competição. Na Olimpíada de Londres, o Brasil manteve a posição conquistada quatro anos antes no torneio feminino enquanto a Rússia conseguiu a primeira medalha de ouro na modalidade, no torneio masculino. Nos jogos do Rio de Janeiro, a seleção brasileira masculina conquistou a sua terceira medalha de ouro em sua quarta final seguida. Na competição feminina, a China ganhou o seu terceiro título ao passo que a Sérvia conseguiu a sua primeira medalha após a desintegração da Iugoslávia. Já os jogos de Tóquio marcaram as primeiras conquistas da França (masculino) e dos Estados Unidos (feminino).
Os soviéticos ganharam doze medalhas na competição de quadra e as equipes brasileiras conquistaram treze medalhas no campeonato de praia, devidamente, a maior quantidade em cada disciplina. Os times brasileiros, no entanto, com doze medalhas no torneio indoor lideram a contagem total de medalhas com um total de vinte e seis medalhas em eventos de voleibol nos Jogos Olímpicos. Cinco atletas ganharam, cada um, quatro medalhas no voleibol. A cubana Ana Fernández possui três de ouro e uma de bronze, a soviética Inna Ryskal e o brasileiro Sérgio Santos têm duas de ouro e duas de prata, o russo Sergey Tetyukhin conquistou uma de ouro, uma de prata e duas de bronze, e o italiano Samuele Papi ganhou duas de prata e duas de bronze. Oito atletas conseguiram três medalhas de ouro. Sete, incluindo Fernández, eram membros da equipe cubana feminina que venceu o torneio olímpico sucessivamente em 1992, 1996 e 2000. O outro é Karch Kiraly, que foi campeão com a seleção americana masculina em 1984 e 1988, e no voleibol de praia em 1996. Kiraly é o único jogador de ambos os sexos a conquistar medalhas tanto no vôlei indoor como no de praia.

## Masculino

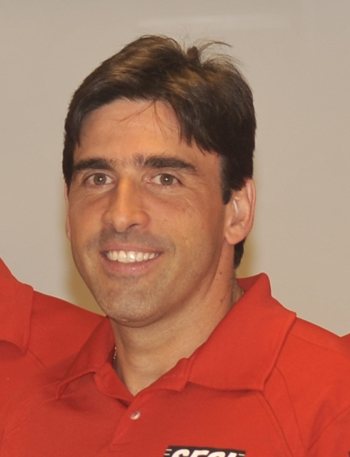
O brasileiro Giovane Gávio ganhou duas medalhas de ouro (1992 e 2004).

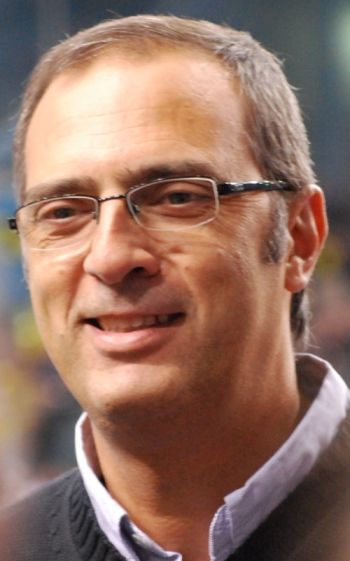
Um medalhista de bronze em 1988, o argentino Daniel Castellani mais tarde treinou a seleção polonesa masculina.

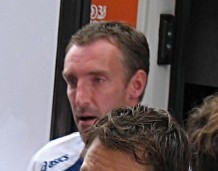
Campeão olímpico em 1996 com a seleção neerlandesa, Richard Schuil passou a disputar competições no voleibol de praia em 2006 conquistando vitórias em etapas do circuito mundial e três títulos no campeonato europeu.

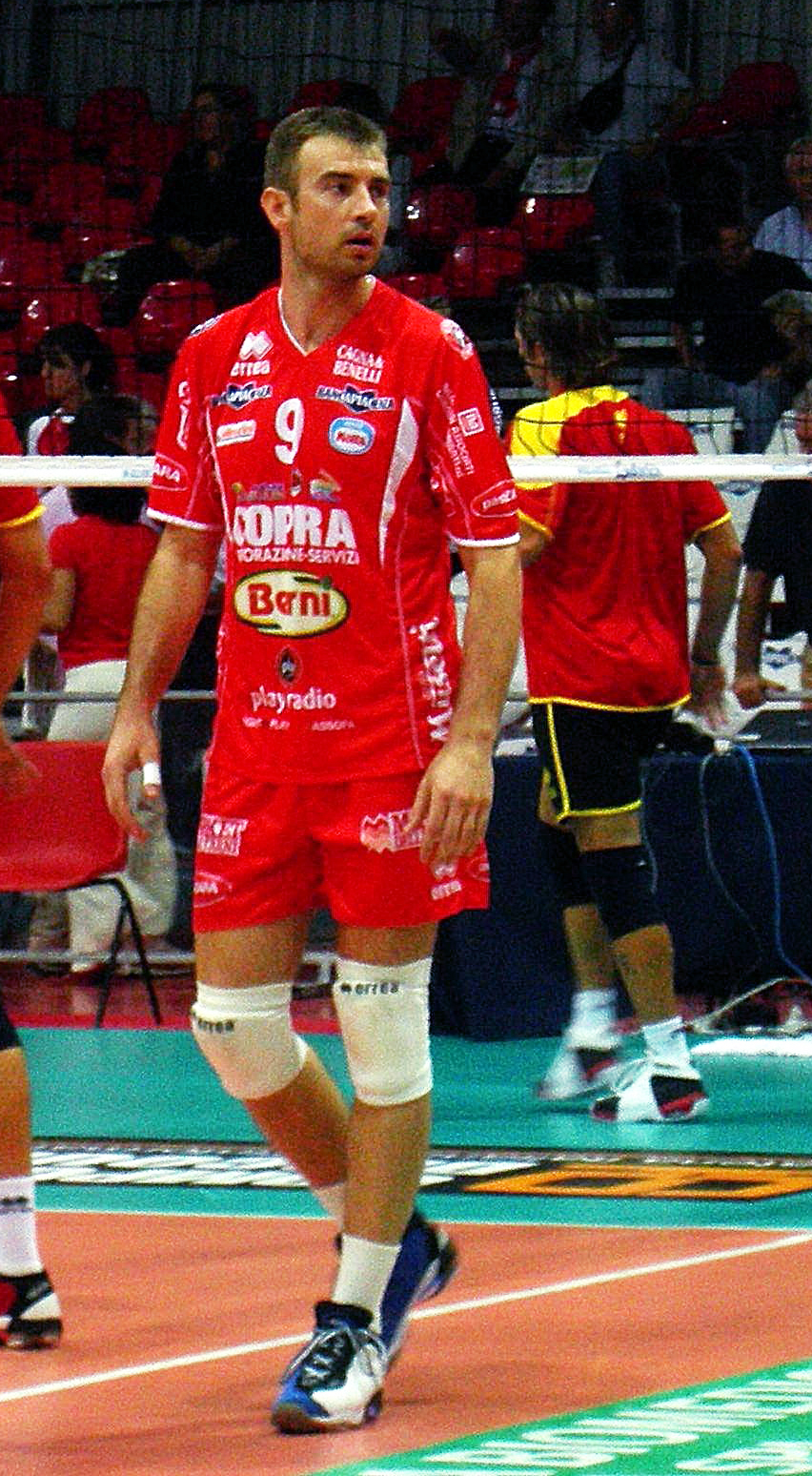
O sérvio Nikola Grbić ganhou duas medalhas defendendo a extinta seleção iugoslava, uma de bronze em 1996 e uma de ouro em 2000.

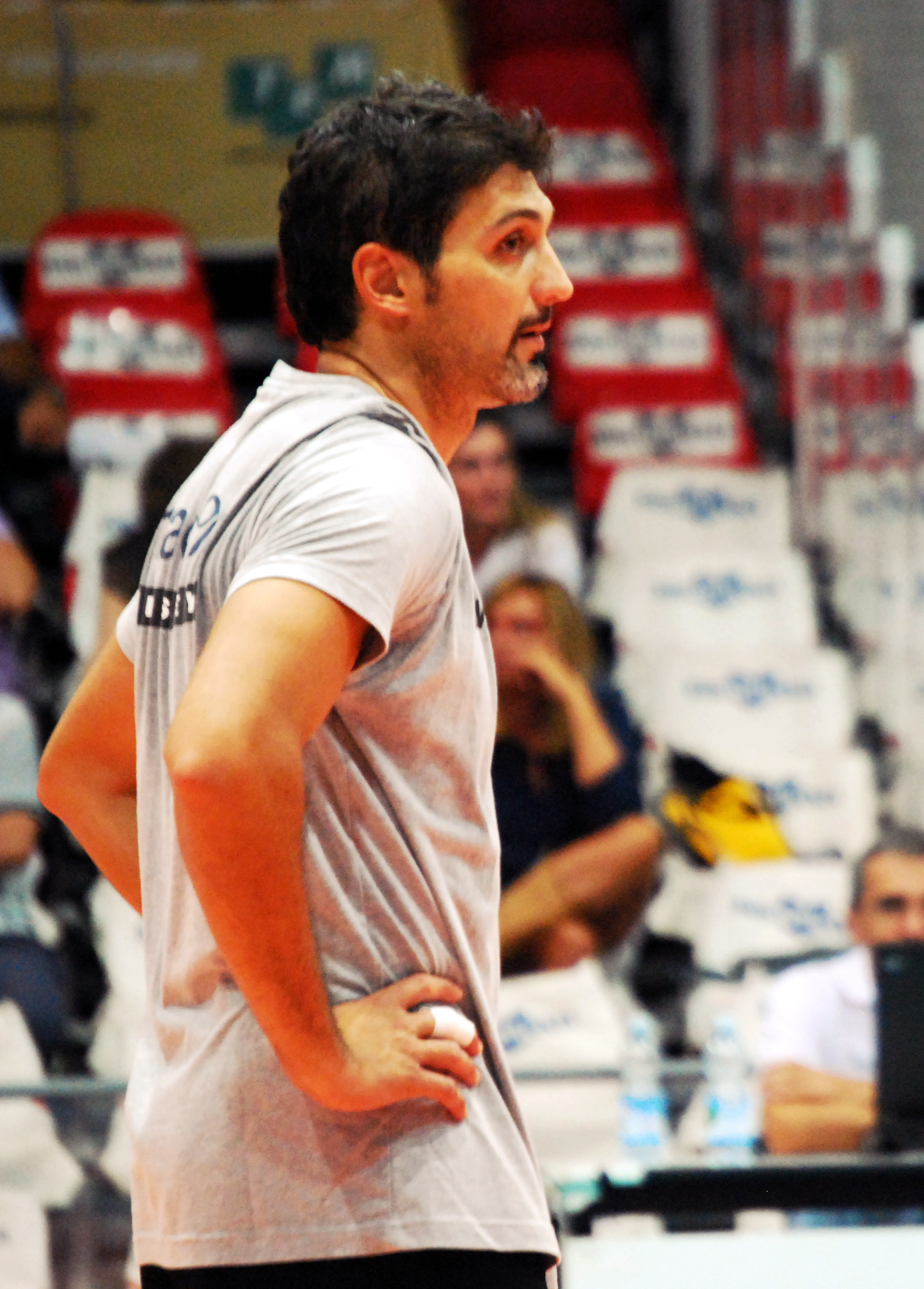
Samuele Papi conquistou quatro medalhas com a equipe italiana.

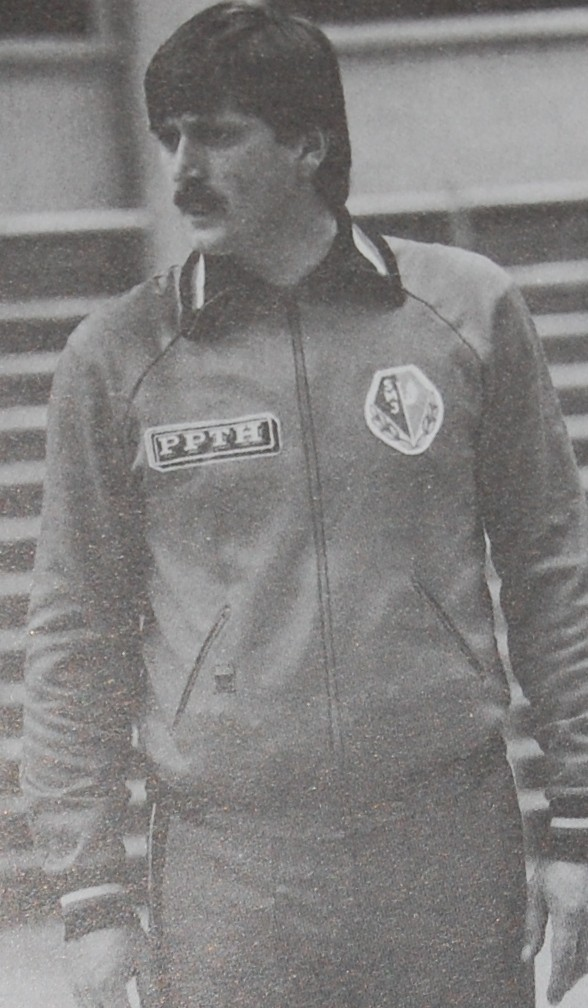
Włodzimierz Sadalski, medalhista de ouro com o conjunto polonês em 1976.

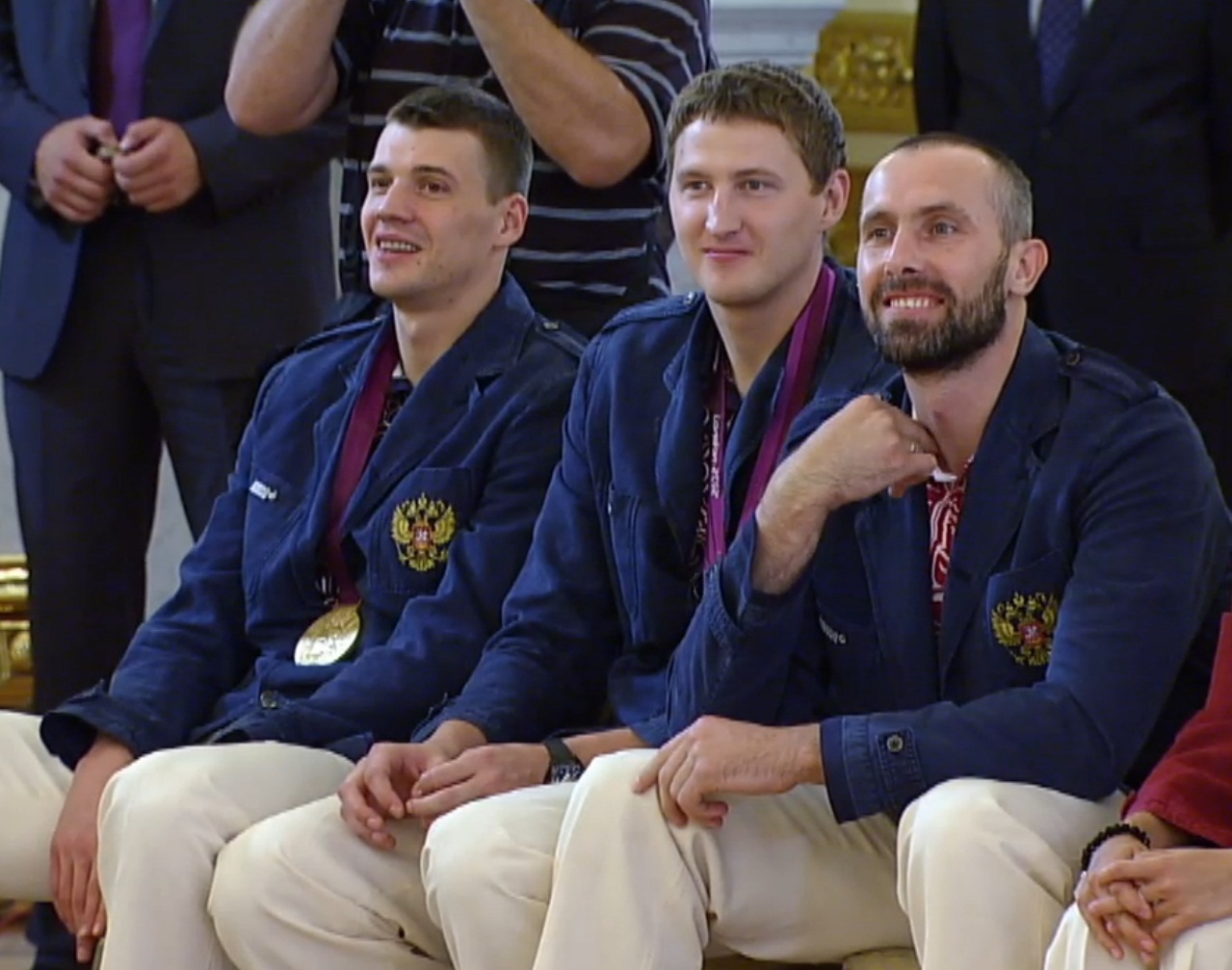
O russo Sergey Tetyukhin, à direita, ganhou medalhas em quatro Olimpíadas seguidas.

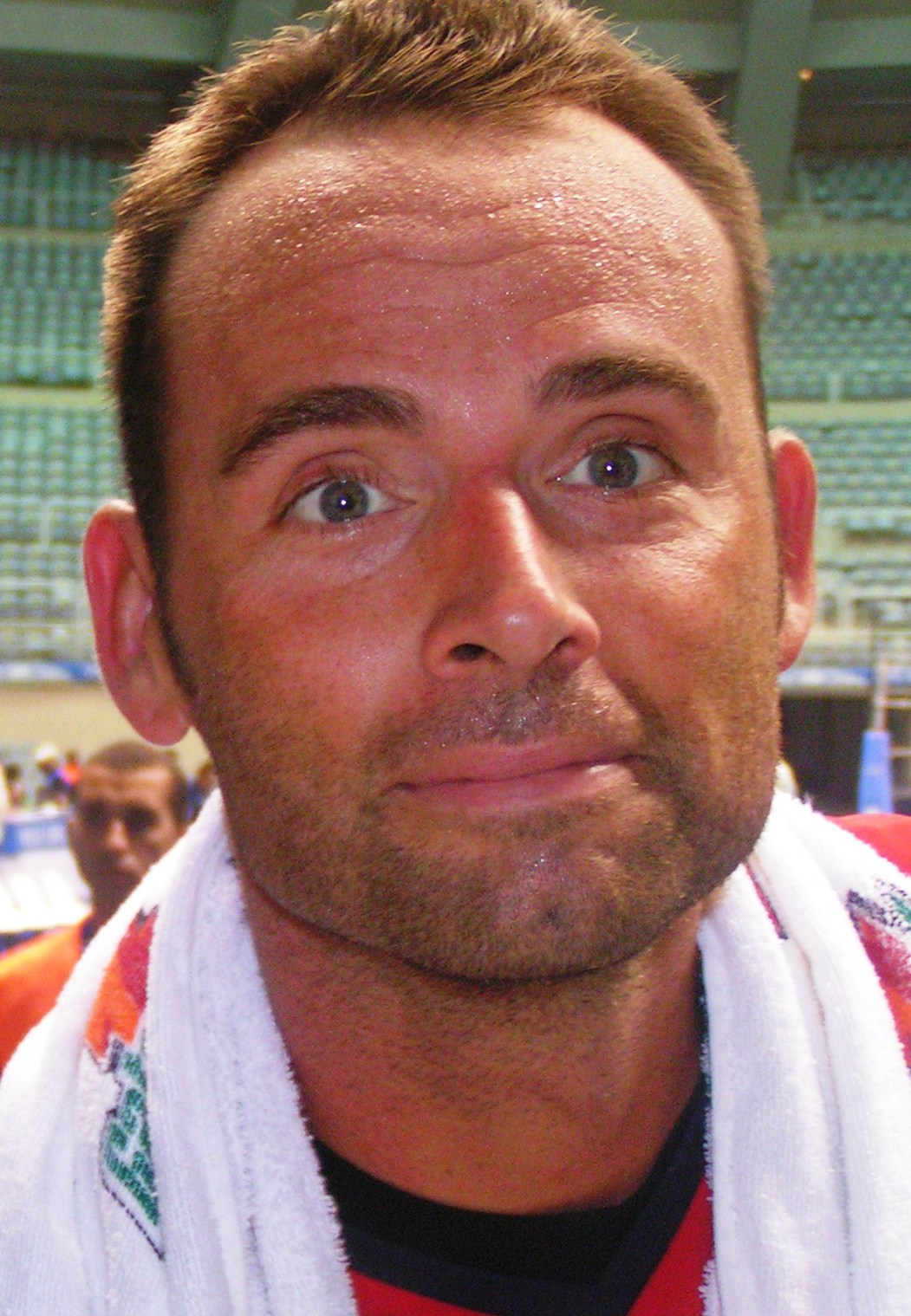
O americano Lloy Ball foi campeão olímpico em 2008.

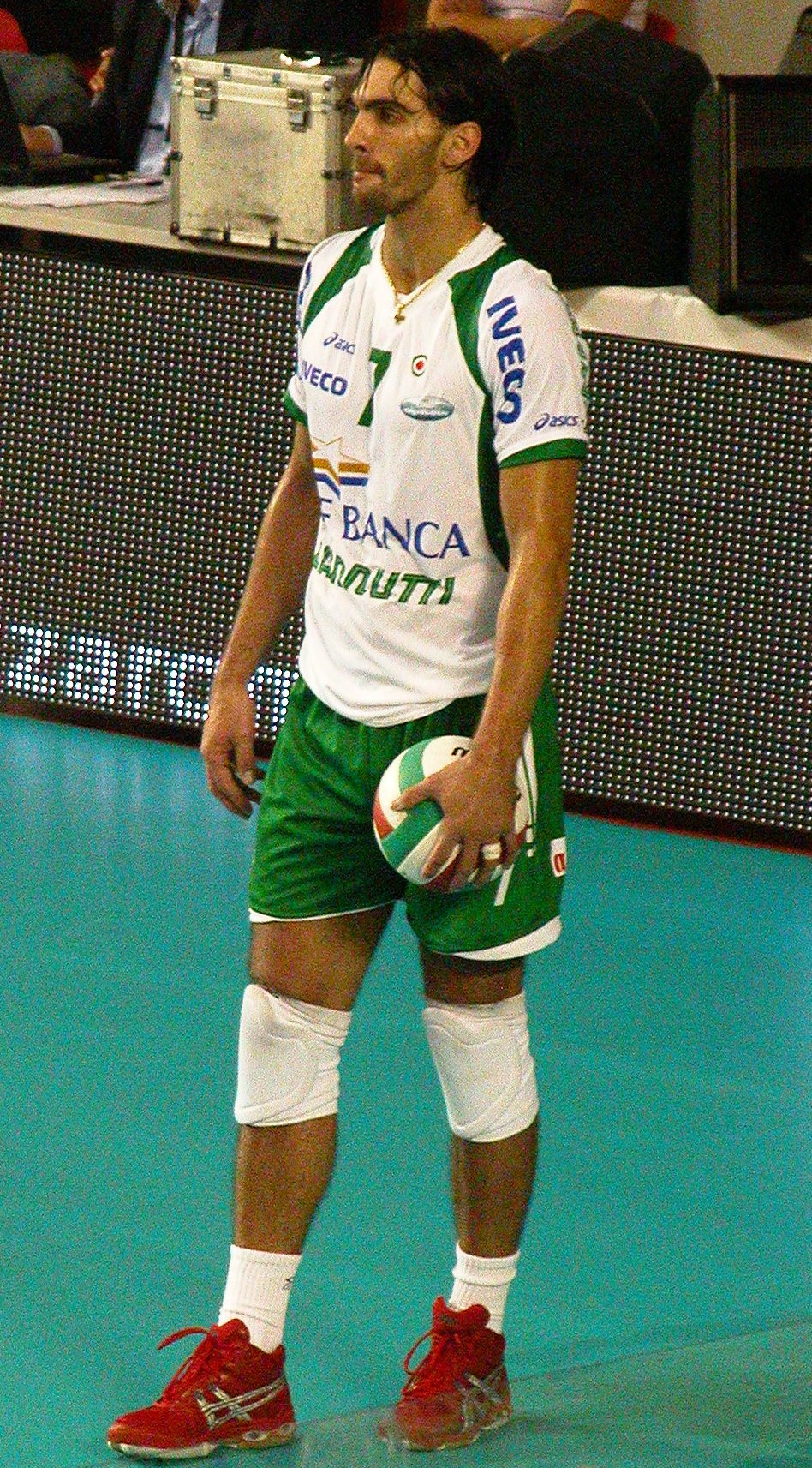
Gilberto Godoy participou de três finais olímpicas sucessivas com a seleção brasileira, finalizando com a medalha de ouro em 2004 e a de prata em 2008 e 2012.

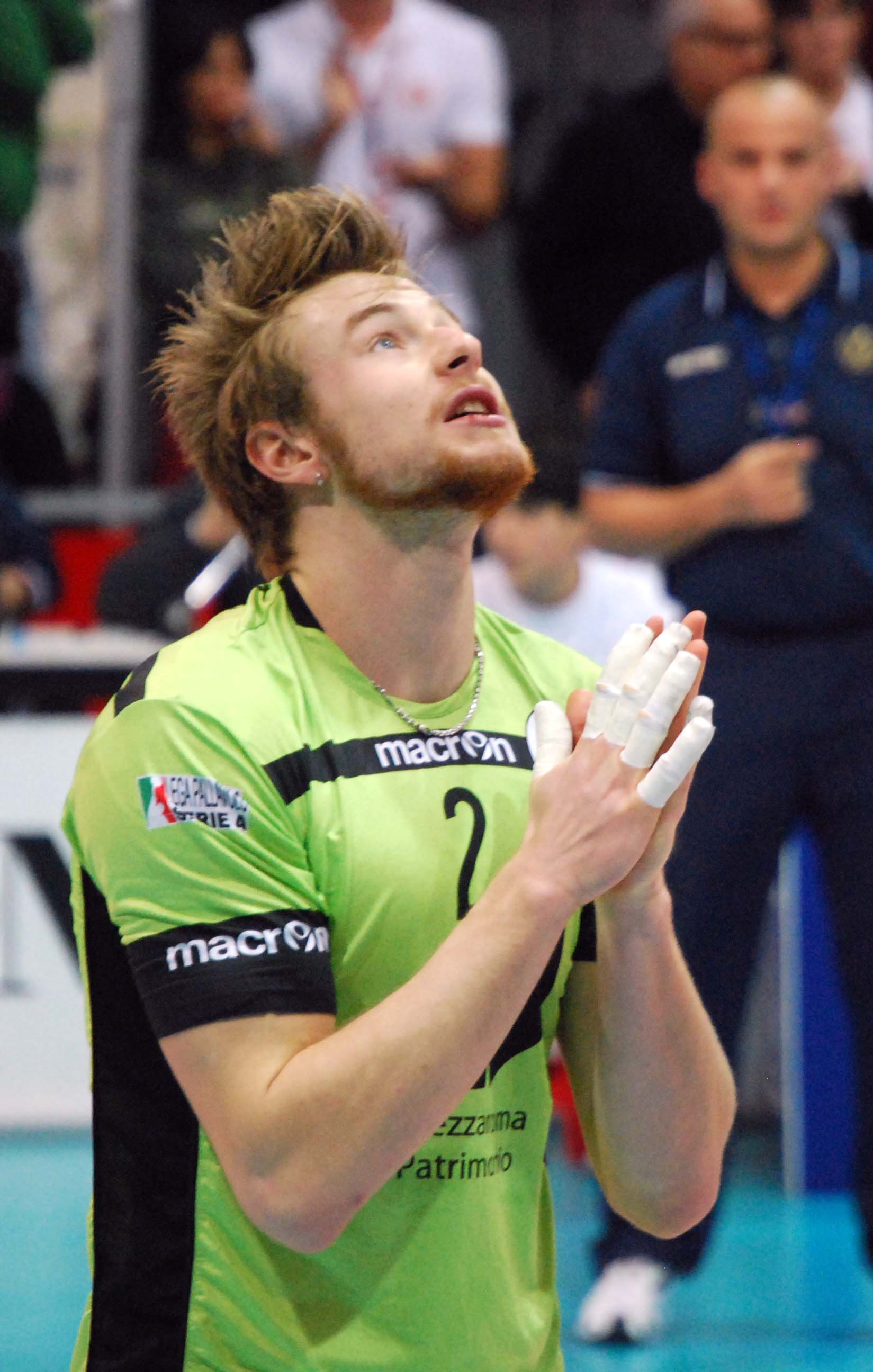
Ivan Zaytsev, medalhista pela Itália em 2012 e 2016, é filho de Vyacheslav Zaytsev, que foi por três vezes medalhista olímpico com o time soviético.

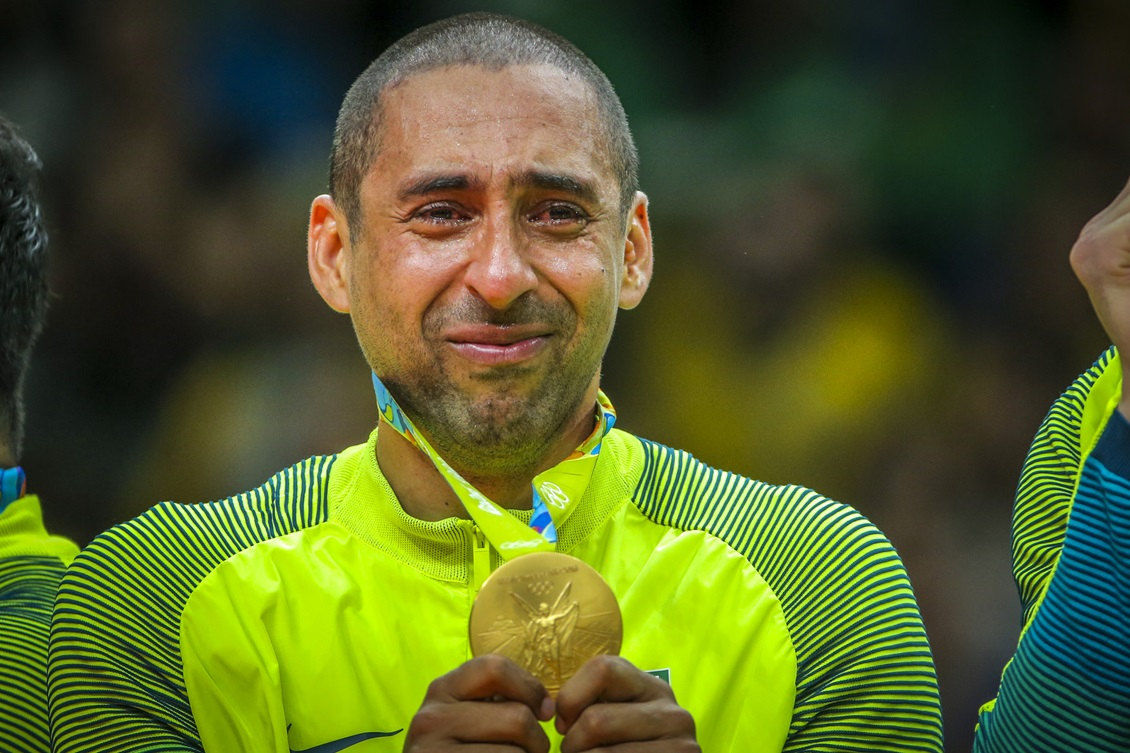
"Most valuable player" em 2016, o brasileiro Serginho fez quatro finais consecutivas, obtendo duas medalhas de ouro e duas de prata.

| Evento                           | Ouro | Prata | Bronze |
| -------------------------------- | --- | --- | --- |
| Tóquio 1964 (detalhes)           | URS União Soviética Ivans Bugajenkovs Nikolay Burobin Yury Chesnokov Vazha K'ach'arava Valery Kalachikhin Vitaly Kovalenko Staņislavs Lugailo Georgy Mondzolevsky Yuriy Poyarkov Eduard Sibiryakov Yury Vengerovsky Dmitry Voskoboynikov | TCH Checoslováquia Milan Čuda Bohumil Golián Zdeněk Humhal Petr Kop Josef Labuda Josef Musil Karel Paulus Boris Perušič Pavel Schenk Václav Šmídl Josef Šorm Ladislav Toman                                                     | JPN Japão Katsutoshi Nekoda Masayuki Minami Naohiro Ikeda Sadatoshi Sugahara Teruhisa Moriyama Toshiaki Kosedo Tokihiko Higuchi Tsutomu Koyama Yasutaka Sato Yutaka Demachi Yūzo Nakamura Takeshi Tokutomi           |
| Cidade do México 1968 (detalhes) | URS União Soviética Eduard Sibiryakov Yuriy Poyarkov Georgy Mondzolevsky Valery Kravchenko Vladimir Belyayev Yevgeny Lapinsky Ivans Bugajenkovs Oļegs Antropovs Vasilijus Matuševas Viktor Mikhalchuk Boris Tereshchuk Vladimir Ivanov   | JPN Japão Masayuki Minami Katsutoshi Nekoda Mamoru Shiragami Isao Koizumi Kenji Kimura Yasuaki Mitsumori Jungo Morita Tadayoshi Yokota Seiji Oko Tetsuo Sato Kenji Shimaoka Naohiro Ikeda                                       | TCH Checoslováquia Bohumil Golián Antonín Procházka Petr Kop Jiří Svoboda Josef Musil Lubomír Zajíček Josef Smolka Vladimír Petlák František Sokol Zdeněk Groessl Pavel Schenk Drahomír Koudelka                     |
| Munique 1972 (detalhes)          | JPN Japão Masayuki Minami Katsutoshi Nekoda Kenji Kimura Jungo Morita Tadayoshi Yokota Seiji Oko Tetsuo Sato Kenji Shimaoka Yoshihide Fukao Yūzo Nakamura Yasuhiro Noguchi Tetsuo Nishimoto                                              | GDR Alemanha Oriental Arnold Schulz Wolfgang Webner Siegfried Schneider Wolfgang Weise Rudi Schumann Eckehard Pietzsch Wolfgang Löwe Wolfgang Maibohm Rainer Tscharke Jürgen Maune Horst Peter Horst Hagen                      | URS União Soviética Valery Kravchenko Yuriy Poyarkov Yevgeny Lapinsky Yefim Chulak Vladimir Putyatov Vladimir Patkin Leonid Zayko Yury Starunsky Vladimir Kondra Vyacheslav Domani Viktor Borshch Aleksandr Saprykin |
| Montreal 1976 (detalhes)         | POL Polônia Włodzimierz Stefański Bronisław Bebel Lech Łasko Edward Skorek Tomasz Wójtowicz Wiesław Gawłowski Mirosław Rybaczewski Zbigniew Lubiejewski Ryszard Bosek Włodzimierz Sadalski Zbigniew Zarzycki Marek Karbarz               | URS União Soviética Anatoly Polishchuk Vyacheslav Zaytsev Yefim Chulak Vladimir Dorokhov Aleksandr Yermilov Pāvels Seļivanovs Oleg Moliboga Vladimir Kondra Yury Starunsky Vladimir Chernyshov Vladimir Ulanov Aleksandr Savin  | CUB Cuba Leonel Marshall, Sr. Victoriano Sarmientos Ernesto Martínez Víctor García Carlos Salas Raúl Vilches Jesús Savigne Lorenzo Martínez Diego Lapera Antonio Rodríguez Alfredo Figueredo Jorge Pérez Vento       |
| Moscou 1980 (detalhes)           | URS União Soviética Yury Panchenko Vyacheslav Zaytsev Aleksandr Savin Vladimir Dorokhov Aleksandr Yermilov Pāvels Seļivanovs Oleg Moliboga Vladimir Kondra Vladimir Chernyshov Fyodor Lashchenov Valery Krivov Viljar Loor               | BUL Bulgária Stoyan Gunchev Khristo Stoyanov Dimitar Zlatanov Dimitar Dimitrov Tsano Tsanov Stefan Dimitrov Petko Petkov Mitko Todorov Kaspar Simeonov Emil Valchev Khristo Iliev Yordan Angelov                                | ROU Romênia Cornel Oros Laurenţiu Dumănoiu Dan Gîrleanu Nicu Stoian Sorin Macavei Constantin Sterea Nicolae Pop Günther Enescu Corneliu Chifu Marius Chiţiga Viorel Manole Florin Mina                               |
| Los Angeles 1984 (detalhes)      | USA Estados Unidos Dusty Dvorak Dave Saunders Steve Salmons Paul Sunderland Rich Duwelius Steve Timmons Craig Buck Marc Waldie Chris Marlowe Aldis Berzins Pat Powers Karch Kiraly                                                       | BRA Brasil Bernardo Rezende Xandó de Oliveira Neto Antônio Carlos Ribeiro José Montanaro Rui Nascimento Renan Dal Zotto William Silva Amauri Ribeiro Marcus Vinícius Freire Domingos Lampariello Bernard Rajzman Fernando Ávila | ITA Itália Marco Negri Pier Paolo Lucchetta Giancarlo Dametto Franco Bertoli Francesco Dall'Olio Piero Rebaudengo Giovanni Errichiello Guido De Luigi Fabio Vullo Giovanni Lanfranco Paolo Vecchi Andrea Lucchetta   |
| Seul 1988 (detalhes)             | USA Estados Unidos Troy Tanner Dave Saunders Jon Root Bob Ctvrtlik Doug Partie Steve Timmons Craig Buck Scott Fortune Ricci Luyties Jeff Stork Eric Sato Karch Kiraly                                                                    | URS União Soviética Yury Panchenko Andrey Kuznetsov Vyacheslav Zaytsev Igor Runov Vladimir Shkurikhin Yevgeny Krasilnikov Raimonds Vilde Valery Losev Yury Sapega Oleksandr Sorokalet Yaroslav Antonov Yury Cherednik           | ARG Argentina Claudio Zulianello Daniel Castellani Eduardo Martínez Alejandro Diz Daniel Colla Carlos Weber Hugo Conte Waldo Kantor Raúl Quiroga Jon Uriarte José de Palma Juan Carlos Cuminetti                     |
| Barcelona 1992 (detalhes)        | BRA Brasil Carlos Gouveia Maurício Lima Janelson Carvalho Douglas Chiarotti Talmo Oliveira André Ferreira Giovane Gávio Paulo Silva Tande Amauri Ribeiro Jorge Édson Marcelo Negrão                                                      | NED Países Baixos Edwin Benne Peter Blangé Ron Boudrie Henk-Jan Held Martin van der Horst Marko Klok Olof van der Meulen Jan Posthuma Avital Selinger Martin Teffer Ronald Zoodsma Ron Zwerver                                  | USA Estados Unidos Nick Becker Carlos Briceno Bob Ctvrtlik Scott Fortune Dan Greenbaum Brent Hilliard Bryan Ivie Doug Partie Bob Samuelson Eric Sato Jeff Stork Steve Timmons                                        |
| Atlanta 1996 (detalhes)          | NED Países Baixos Misha Latuhihin Henk-Jan Held Brecht Rodenburg Guido Görtzen Richard Schuil Ron Zwerver Bas van de Goor Jan Posthuma Olof van der Meulen Peter Blangé Rob Grabert Mike van de Goor                                     | ITA Itália Andrea Gardini Marco Meoni Pasquale Gravina Paolo Tofoli Samuele Papi Andrea Sartoretti Marco Bracci Lorenzo Bernardi Luca Cantagalli Andrea Zorzi Andrea Giani Vigor Bovolenta                                      | YUG Iugoslávia Đorđe Ðurić Žarko Petrović Vladimir Batez Željko Tanasković Dejan Brđović Đula Mešter Slobodan Kovač Nikola Grbić Vladimir Grbić Rajko Jokanović Goran Vujević Andrija Gerić                          |
| Sydney 2000 (detalhes)           | YUG Iugoslávia Vladimir Batez Slobodan Boškan Andrija Gerić Nikola Grbić Vladimir Grbić Slobodan Kovač Đula Mešter Vasa Mijić Ivan Miljković Goran Vujević Igor Vušurović Veljko Petković                                                | RUS Rússia Igor Shulepov Valery Goryushev Aleksandr Gerasimov Roman Yakovlev Aleksey Kazakov Vadim Khamuttskikh Aleksey Kuleshov Yevgeny Mitkov Ruslan Olikhver Ilya Savelyev Sergey Tetyukhin Konstantin Ushakov               | ITA Itália Alessandro Fei Andrea Gardini Andrea Giani Andrea Sartoretti Luigi Mastrangelo Marco Bracci Marco Meoni Mirko Corsano Paolo Tofoli Pasquale Gravina Samuele Papi Simone Rosalba                           |
| Atenas 2004 (detalhes)           | BRA Brasil Nalbert Bitencourt Dante Amaral Sérgio Dutra Santos Gustavo Endres Ricardo Garcia Giovane Gávio Gilberto Godoy Filho André Heller Maurício Lima André Nascimento Anderson Rodrigues Rodrigo Santana                           | ITA Itália Matej Černič Alberto Cisolla Paolo Cozzi Alessandro Fei Andrea Giani Luigi Mastrangelo Samuele Papi Damiano Pippi Andrea Sartoretti Ventzislav Simeonov Paolo Tofoli Valerio Vermiglio                               | RUS Rússia Pavel Abramov Sergey Baranov Stanislav Dineykin Aleksey Kazakov Vadim Khamuttskikh Taras Khtey Aleksandr Kosarev Aleksey Kuleshov Sergey Tetyukhin Konstantin Ushakov Aleksey Verbov Andrey Yegorchev     |
| Pequim 2008 (detalhes)           | USA Estados Unidos Scott Touzinsky Clay Stanley Riley Salmon Sean Rooney William Priddy Ryan Millar David Lee Rich Lambourne Tom Hoff Kevin Hansen Gabe Gardner Lloy Ball                                                                | BRA Brasil Sérgio Dutra Santos Rodrigo Santana Anderson Rodrigues Bruno Rezende André Nascimento André Heller Gilberto Godoy Filho Samuel Fuchs Gustavo Endres Murilo Endres Marcelo Elgarten Dante Amaral                      | RUS Rússia Aleksandr Korneev Semen Poltavskiy Aleksandr Kosarev Sergey Grankin Sergey Tetyukhin Vadim Khamuttskikh Yury Berezhko Aleksey Ostapenko Alexandr Volkov Alexey Verbov Maxim Mikhaylov Alexey Kuleshov     |
| Londres 2012 (detalhes)          | RUS Rússia Nikolay Apalikov Taras Khtey Sergey Grankin Sergey Tetyukhin Aleksandr Sokolov Yury Berezhko Aleksandr Butko Dmitriy Muserskiy Dmitriy Ilinikh Maxim Mikhaylov Aleksandr Volkov Aleksey Obmochaev                             | BRA Brasil Bruno Rezende Wallace de Souza Sidnei dos Santos Júnior Leandro Vissotto Gilberto Godoy Filho Murilo Endres Sérgio Dutra Santos Thiago Alves Rodrigo Santana Lucas Saatkamp Ricardo Garcia Dante Amaral              | ITA Itália Cristian Savani Luigi Mastrangelo Simone Parodi Samuele Papi Michal Lasko Ivan Zaytsev Dante Boninfante Dragan Travica Alessandro Fei Emanuele Birarelli Andrea Bari Andrea Giovi                         |
| Rio de Janeiro 2016 (detalhes)   | BRA Brasil Bruno Rezende Douglas Souza Éder Carbonera Evandro Guerra Lucas Saatkamp Luiz Felipe Fonteles Maurício Borges Maurício Souza Ricardo Lucarelli de Souza Sérgio Dutra Santos Wallace de Souza William Arjona                   | ITA Itália Ivan Zaytsev Luca Vettori Simone Buti Massimo Colaci Filippo Lanza Oleg Antonov Daniele Sottile Matteo Piano Emanuele Birarelli Osmany Juantorena Salvatore Rossini Simone Giannelli                                 | USA Estados Unidos Matthew Anderson Micah Christenson Maxwell Holt Thomas Jaeschke David Lee William Priddy Aaron Russell Taylor Sander Erik Shoji Kawika Shoji David Smith Murphy Troy                              |
| Tóquio 2020 (detalhes)           | FRA França Barthélémy Chinenyeze Jenia Grebennikov Jean Patry Benjamin Toniutti Kévin Tillie Earvin N'Gapeth Antoine Brizard Stephen Boyer Nicolas Le Goff Daryl Bultor Trévor Clévenot Yacine Louati                                    | ROC Yaroslav Podlesnykh Artem Volvich Dmitry Volkov Ivan Iakovlev Denis Bogdan Pavel Pankov Viktor Poletaev Maksim Mikhailov Egor Kliuka Ilyas Kurkaev Igor Kobzar Valentin Golubev                                             | ARG Argentina Matías Sánchez Federico Pereyra Cristian Poglajen Facundo Conte Agustín Loser Santiago Danani Sebastián Solé Bruno Lima Ezequiel Palacios Luciano De Cecco Nicolás Méndez Martín Ramos                 |
| Paris 2024 (detalhes)            | FRA França Barthélémy Chinenyeze Jenia Grebennikov Jean Patry Benjamin Toniutti Kévin Tillie Earvin N'Gapeth Antoine Brizard Nicolas Le Goff Trévor Clévenot Yacine Louati Théo Faure Quentin Jouffroy                                   | POL Polônia Łukasz Kaczmarek Bartosz Kurek Wilfredo León Aleksander Śliwka Grzegorz Łomacz Jakub Kochanowski Kamil Semeniuk Paweł Zatorski Marcin Janusz Tomasz Fornal Bartłomiej Bołądź Norbert Huber                          | USA Estados Unidos Matthew Anderson Aaron Russell Jeffrey Jendryk Torey DeFalco Micah Christenson Maxwell Holt Micah Maʻa Thomas Jaeschke Garrett Muagututia Taylor Averill David Smith Erik Shoji                   |

## Feminino

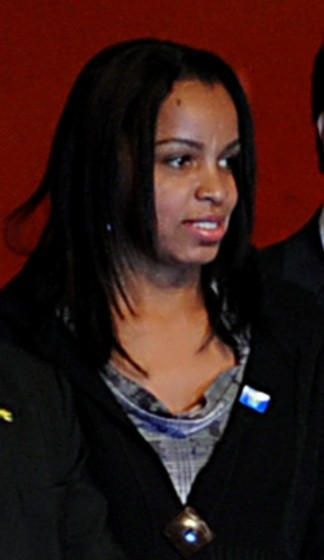
Hélia Souza conquistou três medalhas e participou de cinco Olimpíadas pelo Brasil.

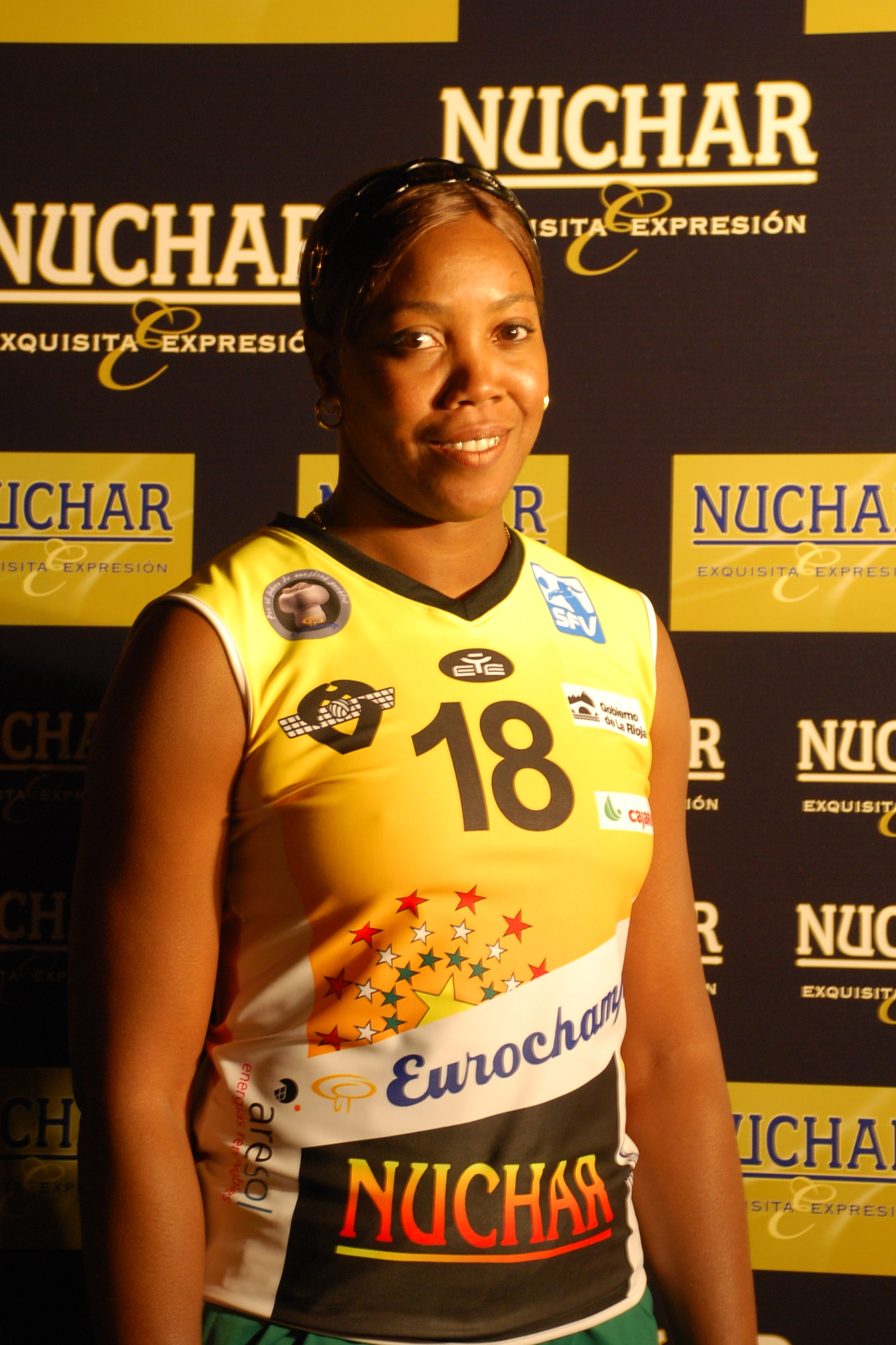
Regla Bell fez parte da seleção cubana que venceu o torneio olímpico consecutivamente em 1992, 1996 e 2000.

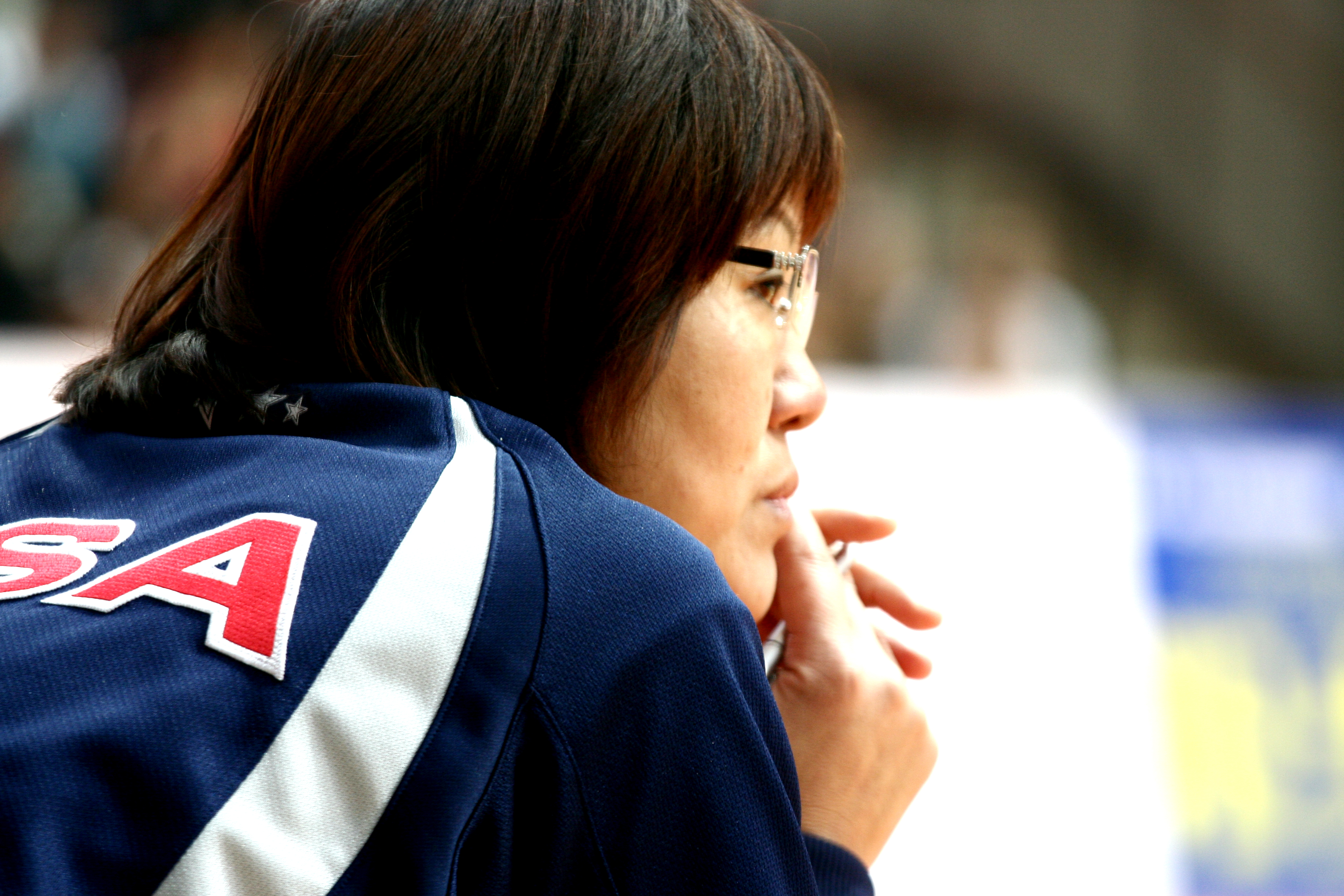
A chinesa Lang Ping é a única pessoa campeã olímpica como jogadora (1984) e treinadora (2016).

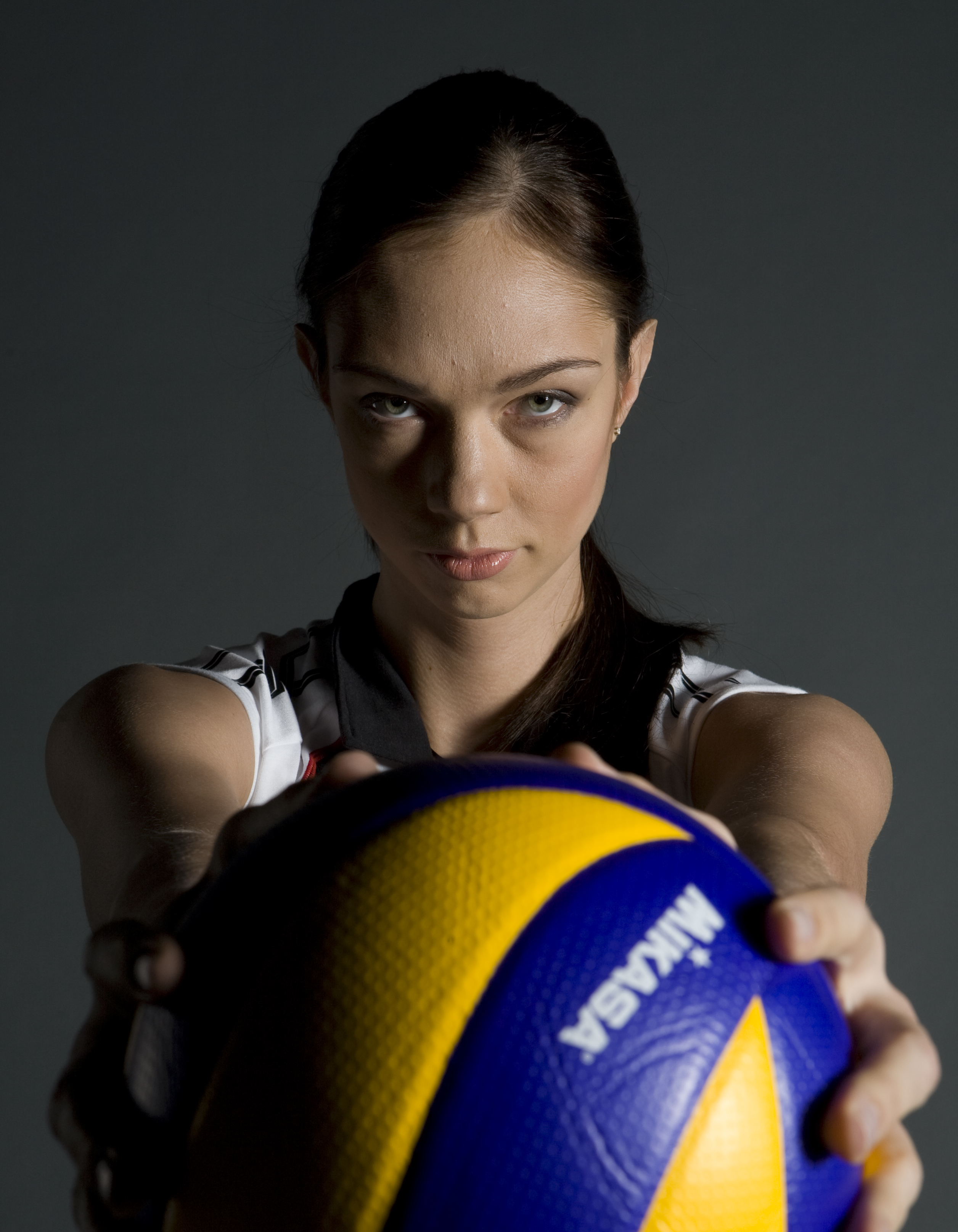
Yekaterina Gamova, duas vezes medalhista de prata pela Rússia.

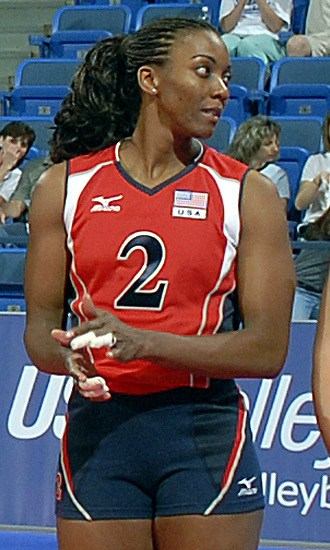
Danielle Scott-Arruda conquistou duas medalhas de prata com o time americano (2008 e 2012).

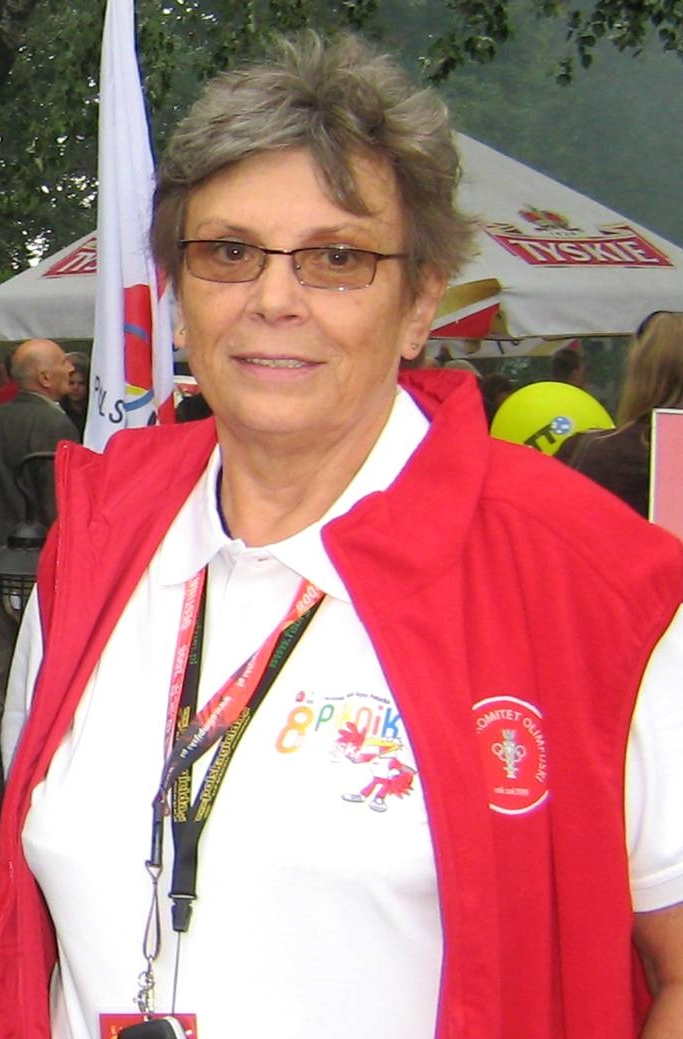
Barbara Niemczyk foi medalhista de bronze com a seleção polonesa em 1964 e 1968.

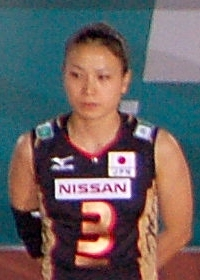
Yoshie Takeshita ganhou uma medalha de bronze com a equipe japonesa em 2012.

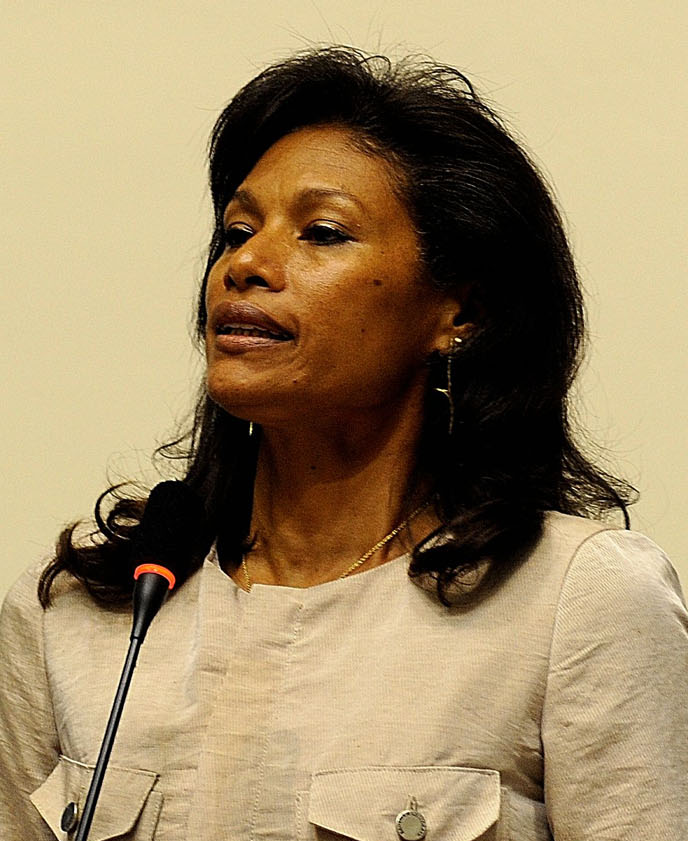
Cecilia Tait fez parte do conjunto peruano que conquistou a medalha de prata em 1988.

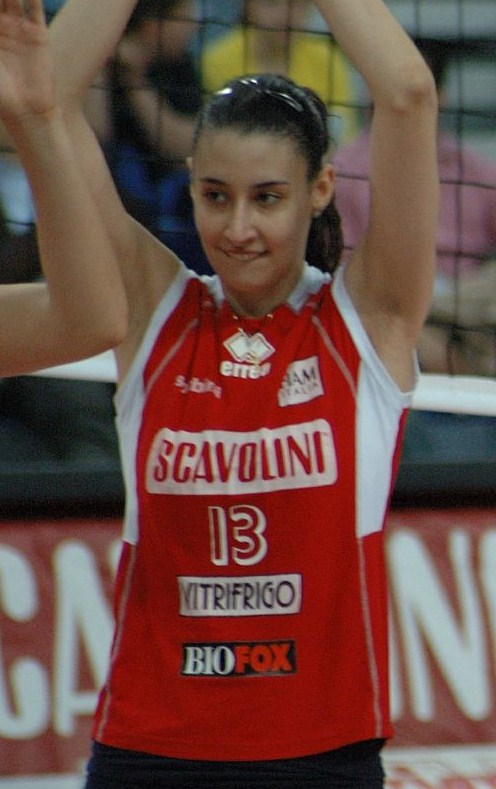
Sheilla Castro, bicampeã olímpica com a seleção brasileira em Pequim e Londres.

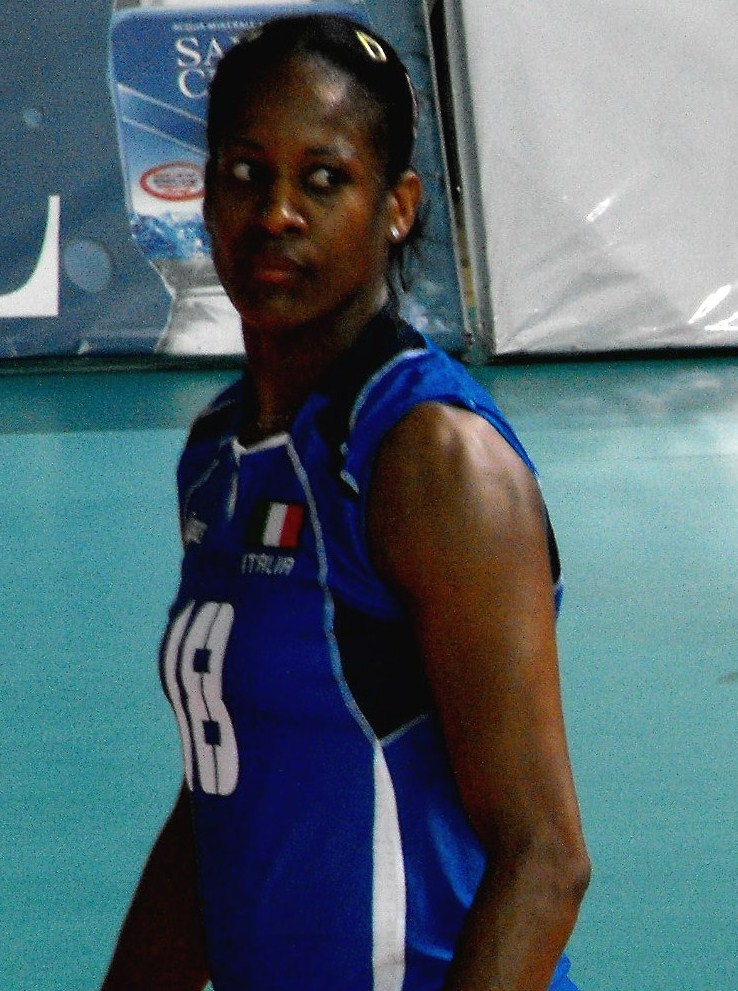
Taismary Agüero ganhou duas medalhas de ouro com Cuba, antes de participar em 2008 com o time italiano.

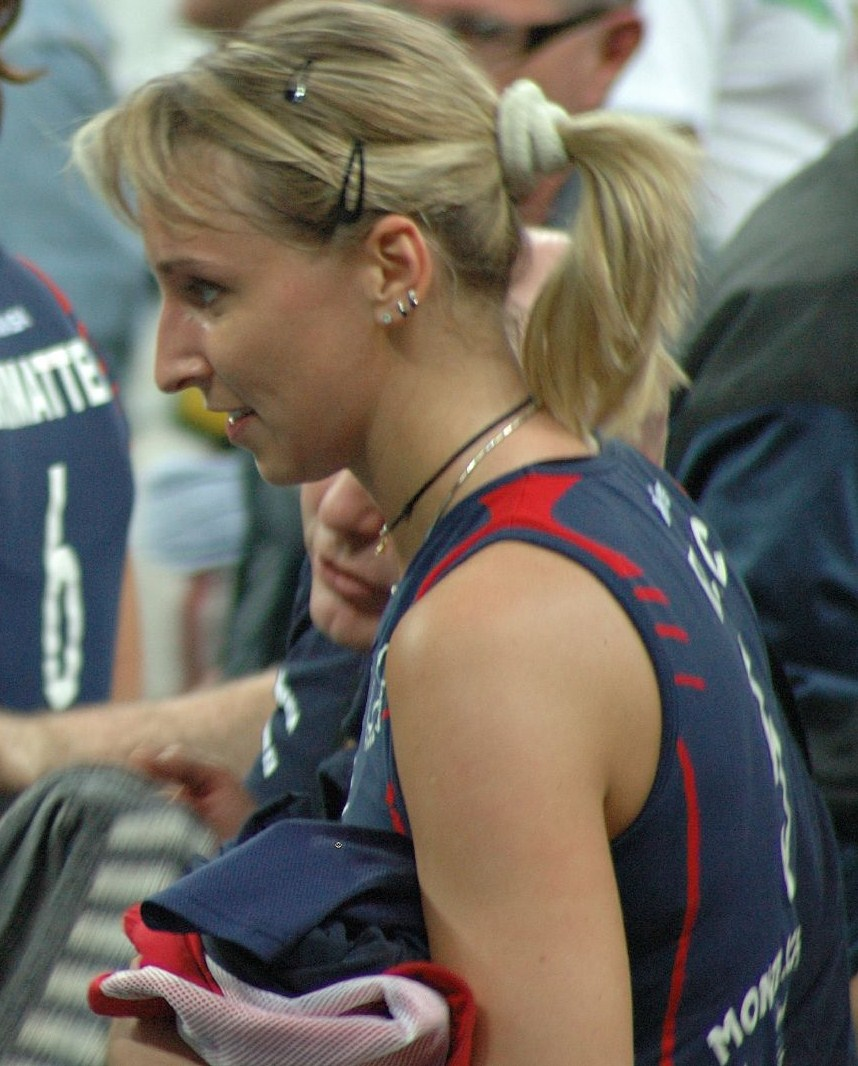
A russa Lioubov Sokolova foi medalhista de prata em duas olimpíadas consecutivas.

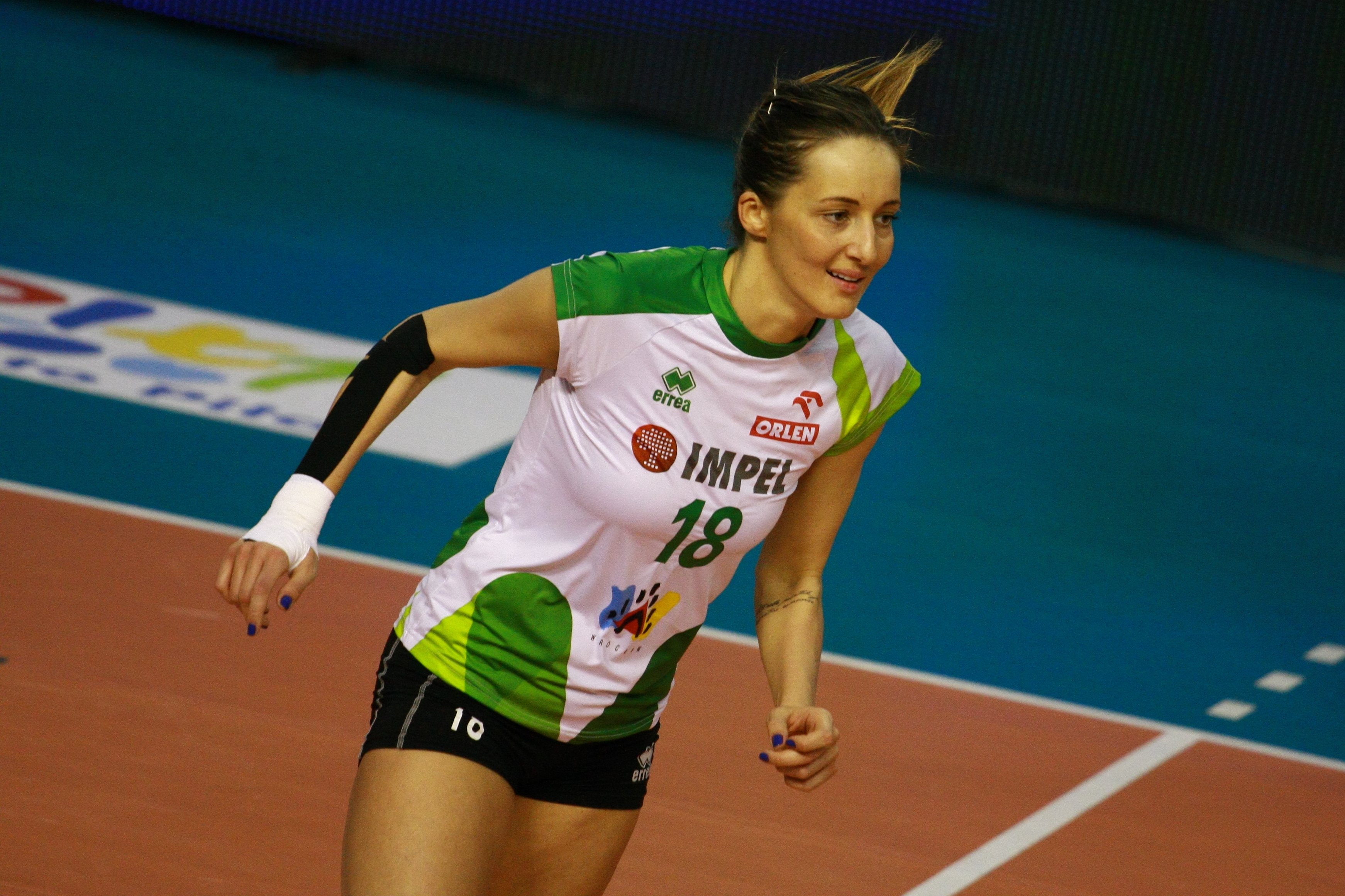
Maja Ognjenović conquistou uma medalha de prata com a equipe sérvia em 2016.

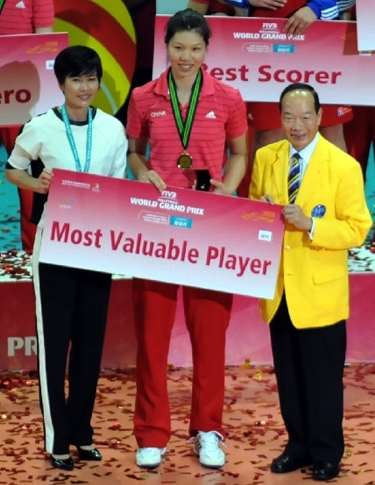
Xu Yunli (centro), medalhista de bronze em 2008 e de ouro em 2016 com o conjunto chinês.

| Evento                           | Ouro | Prata | Bronze |
| -------------------------------- | --- | --- | --- |
| Tóquio 1964 (detalhes)           | JPN Japão Yuko Fujimoto Masae Kasai Emiko Miyamoto Kinuko Tanida Yuriko Handa Yoshiko Matsumura Sata Isobe Masako Kondo Katsumi Matsumura Setsuko Sasaki Yoko Shinozaki Ayano Shibuki                                                                           | URS União Soviética Nelli Abramova Astra Biltauere Lyudmila Buldakova Lyudmila Gureyeva Valentina Kamenek-Vinogradova Marita Katusheva Ninel Lukanina Valentina Mishak Tatyana Roshchina Inna Ryskal Antonina Ryzhova Tamara Tikhonina   | POL Polônia Hanna Busz Krystyna Czajkowska Maria Golimowska Barbara Hermel Krystyna Jakubowska Danuta Kordaczuk Krystyna Krupa Józefa Ledwig Jadwiga Marko Jadwiga Rutkowska Maria Śliwka Zofia Szczęśniewska                     |
| Cidade do México 1968 (detalhes) | URS União Soviética Lyudmila Buldakova Lyudmila Mikhaylovskaya Vera Lantratova Vera Galushka-Duyunova Tatyana Sarycheva Tatyana Ponyayeva-Tretyakova Nina Smoleyeva Galina Leontyeva Inna Ryskal Roza Salikhova Valentina Kamenek-Vinogradova Tatyana Veinberga | JPN Japão Sachiko Fukunaka Makiko Furukawa Keiko Hama Setsuko Inoue Toyoko Iwahara Youko Kasahara Yukiyo Kojima Sumie Oinuma Aiko Onozawa Kunie Shishikura Suzue Takayama Setsuko Yoshida                                                | POL Polônia Halina Aszkiełowicz Lidia Chmielnicka Krystyna Czajkowska Krystyna Jakubowska Krystyna Krupa Jadwiga Książek Józefa Ledwig Barbara Niemczyk Krystyna Ostromęcka Elżbieta Porzec Zofia Szczęśniewska Wanda Wiecha      |
| Munique 1972 (detalhes)          | URS União Soviética Vera Galushka-Duyunova Tatyana Ponyayeva-Tretyakova Nina Smoleyeva Roza Salikhova Lyudmila Buldakova Tatyana Gonobobleva Lyubov Tyurina Galina Leontyeva Inna Ryskal Tatyana Sarycheva Lyudmila Borozna Nataliya Kudreva                    | JPN Japão Sumie Oinuma Noriko Yamashita Seiko Shimakage Makiko Furukawa Takako Iida Katsumi Matsumura Michiko Shiokawa Takako Shirai Mariko Okamoto Keiko Hama Yaeko Yamazaki Toyoko Iwahara                                             | PRK Coreia do Norte Ri Chun-ok Kim Myong-suk Kim Zung-bok Kang Ok-sun Kim Yeun-ja Hwang He-suk Jang Ok-rim Paek Myong-suk Ryom Chun-ja Kim Su-dae Jong Ok-jin                                                                     |
| Montreal 1976 (detalhes)         | JPN Japão Takako Iida Mariko Okamoto Echiko Maeda Noriko Matsuda Takako Shirai Kiyomi Kato Yuko Arakida Katsuko Kanesaka Mariko Yoshida Shoko Takayanagi Hiromi Yano Juri Yokoyama                                                                              | URS União Soviética Anna Rostova Lyudmila Shchetinina Liliya Osadchaya Inna Ryskal Nataliya Kushnir Olga Kozakova Nina Smoleyeva Lyubov Rudovskaya Larisa Bergen Lyudmila Chernyshova Zoya Yusova Nina Muradyan                          | KOR Coreia do Sul Lee Sun-bok Yu Jeong-hye Byeon Gyeong-ja Lee Sun-ok Baek Myeong-seon Jang Hye-suk Ma Geum-ja Yun Yeong-nae Yu Gyeong-hwa Park Mi-geum Jeong Sun-ok Jo Hye-jeong                                                 |
| Moscou 1980 (detalhes)           | URS União Soviética Nadejda Radzevich Nataliya Razumova Olga Solovova Yelena Akhaminova Yelena Andreyuk Irina Makogonova Lyubov Kozyreva Svetlana Nikishina Lyudmila Chernyshova Svetlana Badulina Lidiya Loginova Larisa Pavlova                               | GDR Alemanha Oriental Ute Kostrzewa Andrea Heim Annette Schultz Christine Mummhardt Heike Lehmann Barbara Czekalla Karla Roffeis Martina Schmidt Anke Westendorf Karin Püschel Brigitte Fetzer Katharina Bullin                          | BUL Bulgária Tanya Dimitrova Valentina Ilieva Silviya Petrunova Anka Khristolova Verka Borisova Rumyana Kaisheva Maya Georgieva Tanya Ayshinova Tsvetana Bozhurina Rositsa Dimitrova Galina Stancheva Margarita Gerasimova        |
| Los Angeles 1984 (detalhes)      | CHN China Lang Ping Liang Yan Zhu Ling Hou Yuzhu Yang Xilan Jiang Ying Li Yanjun Yang Xiaojun Zheng Meizhu Zhang Rongfang Su Huijuan Zhou Xiaolan | USA Estados Unidos Paula Weishoff Sue Woodstra Rita Crockett Laurie Flachmeier Carolyn Becker Flo Hyman Rose Magers Julie Vollertsen Debbie Green Kim Ruddins Jeanne Beauprey Linda Chisholm                                             | JPN Japão Yumi Egami Kimie Morita Yuko Mitsuya Miyoko Hirose Kyoko Ishida Yoko Kagabu Norie Hiro Kayoko Sugiyama Sachiko Otani Keiko Miyajima Emiko Odaka Kumi Nakada                                                             |
| Seul 1988 (detalhes)             | URS União Soviética Valentina Ogiyenko Yelena Volkova Marina Kumysh Irina Smirnova Tatyana Sidorenko Irina Parkhomchuk Tatyana Kraynova Olga Shkurnova Marina Nikulina Elena Chebukina Olga Krivosheyeva Svetlana Korytova                                      | PER Peru Cenaida Uribe Rosa García Gabriela Pérez Isabel Heredia Cecilia Tait Luisa Cervera Denise Fajardo Alejandra de la Guerra Gina Torrealva Natalia Málaga Miriam Gallardo Kathy Horny                                              | CHN China Li Guojun Hou Yuzhu Yang Xilan Su Huijuan Jiang Ying Cui Yongmei Yang Xiaojun Zheng Meizhu Wu Dan Li Yueming Wang Yajun Zhao Hong                                                                                       |
| Barcelona 1992 (detalhes)        | CUB Cuba Regla Bell Mercedes Calderón Magalys Carvajal Marlenis Costa Idalmis Gato Lilia Izquierdo Norka Latamblet Mireya Luis Tania Ortíz Raisa O'Farrill Regla Torres Ana Fernández                                                                           | EUN Equipa Unificada Yevgeniya Artamonova Yelena Tyurina Svetlana Korytova Nataliya Morozova Marina Nikulina Valentina Ogiyenko Irina Smirnova Tatyana Sidorenko Tatiana Menchova Galina Lebedeva Svetlana Vassilevskaia Elena Chebukina | USA Estados Unidos Janet Cobbs Tara Cross-Battle Lori Endicott Caren Kemner Ruth Lawanson Tammy Webb-Liley Elaina Oden Kim Oden Teee Sanders-Williams Liane Sato Paula Weishoff Yoko Zetterlund                                   |
| Atlanta 1996 (detalhes)          | CUB Cuba Ana Fernández Idalmis Gato Lilia Izquierdo Magalys Carvajal Marlenis Costa Mireya Luis Raisa O'Farrill Regla Bell Regla Torres Yumilka Ruiz Taismary Agüero Mirka Francia                                                                              | CHN China Lai Yawen Li Yan Cui Yongmei Wu Yongmei Wang Yi He Qi Wang Ziling Sun Yue Wang Lina Liu Xiaoning Pan Wenli Zhu Yunying | BRA Brasil Ana Moser Ida Álvares Ana Paula Connelly Hilma Caldeira Leila Barros Virna Dias Márcia Fu Ericleia Bodziak Ana Flávia Sanglard Fernanda Venturini Hélia Souza Sandra Suruagy                                           |
| Sydney 2000 (detalhes)           | CUB Cuba Ana Fernández Marlenis Costa Mireya Luis Mirka Francia Regla Bell Regla Torres Taismary Agüero Yumilka Ruiz Zoila Barros Idalmis Gato Lilia Izquierdo Marta Sánchez                                                                                    | RUS Rússia Anastasiya Belikova Yelizaveta Tishchenko Inessa Sargsyan Lioubov Sokolova Nataliya Morozova Olga Potashova Tatyana Gracheva Yekaterina Gamova Yelena Godina Yelena Tyurina Yelena Vasilevskaya Yevgeniya Artamonova          | BRA Brasil Elisângela Oliveira Érika Coimbra Hélia Souza Janina Conceição Karin Rodrigues Kátia Lopes Kely Fraga Leila Barros Raquel da Silva Ricarda Lima Virna Dias Walewska Oliveira                                           |
| Atenas 2004 (detalhes)           | CHN China Feng Kun Yang Hao Liu Yanan Li Shan Zhou Suhong Zhao Ruirui Zhang Yuehong Chen Jing Song Nina Wang Lina Zhang Na Zhang Ping | RUS Rússia Irina Tebenikhina Yelena Tyurina Lioubov Sokolova Yevgeniya Artamonova Yelizaveta Tishchenko Olga Chukanova Yekaterina Gamova Marina Sheshenina Yelena Plotnikova Olga Nikolayeva Aleksandra Korukovets Natalya Safronova     | CUB Cuba Rosir Calderón Maybelis Martínez Yaima Ortíz Daymí Ramírez Yumilka Ruiz Nancy Carrillo Ana Fernández Liana Mesa Anniara Muñoz Dulce Téllez Marta Sánchez Zoila Barros                                                    |
| Pequim 2008 (detalhes)           | BRA Brasil Marianne Steinbrecher Hélia Souza Paula Pequeno Walewska Oliveira Thaísa Menezes Valeska Menezes Wélissa Gonzaga Fabiana de Oliveira Fabiana Claudino Sheilla Castro Jaqueline Carvalho Carolina Albuquerque                                         | USA Estados Unidos Kim Willoughby Logan Tom Stacy Sykora Danielle Scott-Arruda Ogonna Nnamani Jennifer Joines Tayyiba Haneef-Park Kim Glass Nicole Davis Heather Bown Lindsey Berg Robyn Ah Mow-Santos                                   | CHN China Zhou Suhong Zhao Ruirui Zhang Na Yang Hao Xue Ming Xu Yunli Wei Qiuyue Wang Yimei Ma Yunwen Liu Yanan Li Juan Feng Kun                                                                                                  |
| Londres 2012 (detalhes)          | BRA Brasil Fabiana Claudino Dani Lins Paula Pequeno Adenízia da Silva Thaísa Menezes Jaqueline Carvalho Fernanda Ferreira Tandara Caixeta Natália Pereira Sheilla Castro Fabiana de Oliveira Fernanda Garay                                                     | USA Estados Unidos Danielle Scott-Arruda Tayyiba Haneef-Park Lindsey Berg Tamari Miyashiro Nicole Davis Jordan Larson Megan Hodge Christa Harmotto Logan Tom Foluke Akinradewo Courtney Thompson Destinee Hooker                         | JPN Japão Hitomi Nakamichi Yoshie Takeshita Mai Yamaguchi Erika Araki Kaori Inoue Maiko Kano Yuko Sano Ai Otomo Risa Shinnabe Saori Sakoda Yukiko Ebata Saori Kimura                                                              |
| Rio de Janeiro 2016 (detalhes)   | CHN China Liu Xiaotong Wei Qiuyue Yan Ni Ding Xia Hui Ruoqi Zhang Changning Gong Xiangyu Xu Yunli Lin Li Yang Fangxu Zhu Ting Yuan Xinyue | SRB Sérvia Tijana Bošković Jovana Brakočević Bianka Buša Tijana Malešević Brankica Mihajlović Jelena Nikolić Maja Ognjenović Milena Rašić Jovana Stevanović Stefana Veljković Bojana Živković Silvija Popović                            | USA Estados Unidos Rachael Adams Foluke Akinradewo Kayla Banwarth Christa Harmotto Alisha Glass Kimberly Hill Jordan Larson Carli Lloyd Karsta Lowe Kelly Murphy Kelsey Robinson Courtney Thompson                                |
| Tóquio 2020 (detalhes)           | USA Estados Unidos Micha Hancock Jordyn Poulter Justine Wong-Orantes Jordan Larson Andrea Drews Jordan Thompson Michelle Bartsch-Hackley Kimberly Hill Foluke Akinradewo Haleigh Washington Kelsey Robinson Chiaka Ogbogu                                       | BRA Brasil Carol Gattaz Rosamaria Montibeller Macris Carneiro Roberta Ratzke Gabi Guimarães Tandara Caixeta Natália Pereira Ana Carolina da Silva Fernanda Garay Ana Cristina de Souza Camila Brait Ana Beatriz Correa                   | SRB Sérvia Bianka Buša Mina Popović Slađana Mirković Brankica Mihajlović Maja Ognjenović Ana Bjelica Maja Aleksić Milena Rašić Silvija Popović Tijana Bošković Bojana Milenković Jelena Blagojević                                |
| Paris 2024 (detalhes)            | ITA Itália Marina Lubian Carlotta Cambi Ilaria Spirito Monica De Gennaro Alessia Orro Caterina Bosetti Anna Danesi Myriam Sylla Paola Egonu Sarah Fahr Loveth Omoruyi Ekaterina Antropova Gaia Giovannini                                                       | USA Estados Unidos Micha Hancock Jordyn Poulter Avery Skinner Justine Wong-Orantes Lauren Carlini Jordan Larson Andrea Drews Jordan Thompson Haleigh Washington Dana Rettke Kathryn Plummer Kelsey Robinson Chiaka Ogbogu                | BRA Brasil Nyeme Costa Diana Alecrim Macris Carneiro Thaísa Menezes Rosamaria Montibeller Roberta Ratzke Gabi Guimarães Ana Cristina de Souza Natália Araújo Ana Carolina da Silva Júlia Bergmann Tainara Santos Lorenne Teixeira |

## Estatísticas

### Jogadores com mais medalhas

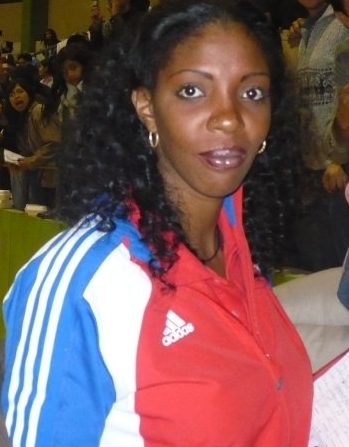
Tricampeã olímpica, Regla Torres tornou-se a mais jovem campeã olímpica no voleibol em 1992 aos 17 anos e em 2001 foi nomeada "Best Volleyball Player of the 20th Century" pela FIVB.

Jogadores que ganharam três ou mais medalhas estão listados abaixo.
| Jogador(a)           | País                | Olimpíadas      | Total | Ouro | Prata | Bronze | Gênero    |
| -------------------- | ------------------- | --------------- | ----- | ---- | ----- | ------ | --------- |
| Ana Fernández        | CUB Cuba            | 1992–2004       | 4     | 3    | 0     | 1      | Feminino  |
| Inna Ryskal          | URS União Soviética | 1964–1976       | 4     | 2    | 2     | 0      | Feminino  |
| Sérgio Dutra Santos  | BRA Brasil          | 2004–2016       | 4     | 2    | 2     | 0      | Masculino |
| Jordan Larson        | USA Estados Unidos  | 2012–2024       | 4     | 1    | 2     | 1      | Feminino  |
| Sergey Tetyukhin     | RUS Rússia          | 2000–2012       | 4     | 1    | 1     | 2      | Masculino |
| Samuele Papi         | ITA Itália          | 1996–2004, 2012 | 4     | 0    | 2     | 2      | Masculino |
| Idalmis Gato         | CUB Cuba            | 1992–2000       | 3     | 3    | 0     | 0      | Feminino  |
| Karch Kiraly         | USA Estados Unidos  | 1984–1988, 1996 | 3     | 3    | 0     | 0      | Masculino |
| Lilia Izquierdo      | CUB Cuba            | 1992–2000       | 3     | 3    | 0     | 0      | Feminino  |
| Marlenis Costa       | CUB Cuba            | 1992–2000       | 3     | 3    | 0     | 0      | Feminino  |
| Mireya Luis          | CUB Cuba            | 1992–2000       | 3     | 3    | 0     | 0      | Feminino  |
| Regla Bell           | CUB Cuba            | 1992–2000       | 3     | 3    | 0     | 0      | Feminino  |
| Regla Torres         | CUB Cuba            | 1992–2000       | 3     | 3    | 0     | 0      | Feminino  |
| Lyudmila Buldakova   | URS União Soviética | 1964–1972       | 3     | 2    | 1     | 0      | Feminino  |
| Nina Smoleyeva       | URS União Soviética | 1968–1976       | 3     | 2    | 1     | 0      | Feminino  |
| Steve Timmons        | USA Estados Unidos  | 1984–1992       | 3     | 2    | 0     | 1      | Masculino |
| Yumilka Ruiz         | CUB Cuba            | 1996–2004       | 3     | 2    | 0     | 1      | Feminino  |
| Yuriy Poyarkov       | URS União Soviética | 1964–1972       | 3     | 2    | 0     | 1      | Masculino |
| Thaísa Menezes       | BRA Brasil          | 2008–2024       | 3     | 2    | 0     | 1      | Feminino  |
| Bruno Rezende        | BRA Brasil          | 2008–2016       | 3     | 1    | 2     | 0      | Masculino |
| Dante Amaral         | BRA Brasil          | 2004–2012       | 3     | 1    | 2     | 0      | Masculino |
| Gilberto Godoy Filho | BRA Brasil          | 2004–2012       | 3     | 1    | 2     | 0      | Masculino |
| Rodrigo Santana      | BRA Brasil          | 2004–2012       | 3     | 1    | 2     | 0      | Masculino |
| Vyacheslav Zaytsev   | URS União Soviética | 1976–1980, 1988 | 3     | 1    | 2     | 0      | Masculino |
| Katsutoshi Nekoda    | JPN Japão           | 1964–1972       | 3     | 1    | 1     | 1      | Masculino |
| Masayuki Minami      | JPN Japão           | 1964–1972       | 3     | 1    | 1     | 1      | Masculino |
| Vladimir Kondra      | URS União Soviética | 1972–1980       | 3     | 1    | 1     | 1      | Masculino |
| Foluke Akinradewo    | USA Estados Unidos  | 2012–2020       | 3     | 1    | 1     | 1      | Feminino  |
| Hélia Souza          | BRA Brasil          | 1996–2000, 2008 | 3     | 1    | 0     | 2      | Feminino  |
| Yelena Tyurina       | RUS Rússia          | 1992, 2000–2004 | 3     | 0    | 3     | 0      | Feminino  |
| Yevgeniya Artamonova | RUS Rússia          | 1992, 2000–2004 | 3     | 0    | 3     | 0      | Feminino  |
| Andrea Giani         | ITA Itália          | 1996–2004       | 3     | 0    | 2     | 1      | Masculino |
| Andrea Sartoretti    | ITA Itália          | 1996–2004       | 3     | 0    | 2     | 1      | Masculino |
| Paolo Tofoli         | ITA Itália          | 1996–2004       | 3     | 0    | 2     | 1      | Masculino |
| Aleksey Kuleshov     | RUS Rússia          | 2000–2008       | 3     | 0    | 1     | 2      | Masculino |
| Alessandro Fei       | ITA Itália          | 2000–2004, 2012 | 3     | 0    | 1     | 2      | Masculino |
| Luigi Mastrangelo    | ITA Itália          | 2000–2004, 2012 | 3     | 0    | 1     | 2      | Masculino |
| Vadim Khamuttskikh   | RUS Rússia          | 2000–2008       | 3     | 0    | 1     | 2      | Masculino |

### Medalhas por ano
| # | Número de medalhas conquistadas pelo CON nestes Jogos | – | CON não ganhou nenhuma medalha nestes Jogos |  | CON não participou nestes Jogos |

| CON                   | 1896–1960 | 64   | 68   | 72   | 76   | 80   | 84   | 88   | 92   | 96   | 00   | 04   | 08   | 12   | 16   | 20   | 24   | Total |
| --------------------- | --------- | ---- | ---- | ---- | ---- | ---- | ---- | ---- | ---- | ---- | ---- | ---- | ---- | ---- | ---- | ---- | ---- | ----- |
| GDR Alemanha Oriental | -1 !      | -1 ! | –    | 1    | –    | 1    | -1 ! | –    | -1 ! | -1 ! | -1 ! | -1 ! | -1 ! | -1 ! | -1 ! | -1 ! | -1 ! | 2     |
| ARG Argentina         | -1 !      | -1 ! | -1 ! | -1 ! | -1 ! | -1 ! | –    | 1    | -1 ! | –    | –    | –    | -1 ! | –    | –    | 1    | –    | 2     |
| BRA Brasil            | -1 !      | –    | –    | –    | –    | –    | 1    | –    | 1    | 1    | 1    | 1    | 2    | 2    | 1    | 1    | 1    | 12    |
| BUL Bulgária          | -1 !      | –    | –    | –    | -1 ! | 2    | -1 ! | –    | -1 ! | –    | -1 ! | -1 ! | –    | –    | -1 ! | -1 ! | -1 ! | 2     |
| TCH Checoslováquia    | -1 !      | 1    | 1    | –    | –    | –    | -1 ! | -1 ! | -1 ! | -1 ! | -1 ! | -1 ! | -1 ! | -1 ! | -1 ! | -1 ! | -1 ! | 2     |
| CHN China             | -1 !      | -1 ! | -1 ! | -1 ! | -1 ! | -1 ! | 1    | 1    | –    | 1    | –    | 1    | 1    | –    | 1    | –    | –    | 6     |
| PRK Coreia do Norte   | -1 !      | -1 ! | -1 ! | 1    | -1 ! | -1 ! | -1 ! | -1 ! | -1 ! | -1 ! | -1 ! | -1 ! | -1 ! | -1 ! | -1 ! | -1 ! | -1 ! | 1     |
| KOR Coreia do Sul     | -1 !      | –    | –    | –    | 1    | -1 ! | –    | –    | –    | –    | –    | –    | -1 ! | –    | –    | –    | -1 ! | 1     |
| CUB Cuba              | -1 !      | -1 ! | -1 ! | –    | 1    | –    | -1 ! | -1 ! | 1    | 1    | 1    | 1    | –    | -1 ! | –    | -1 ! | -1 ! | 5     |
| EUN Equipa Unificada  | -1 !      | -1 ! | -1 ! | -1 ! | -1 ! | -1 ! | -1 ! | -1 ! | 1    | -1 ! | -1 ! | -1 ! | -1 ! | -1 ! | -1 ! | -1 ! | -1 ! | 1     |
| USA Estados Unidos    | -1 !      | –    | –    | -1 ! | -1 ! | -1 ! | 2    | 1    | 2    | –    | –    | –    | 2    | 1    | 2    | 1    | 2    | 13    |
| FRA França            | -1 !      | -1 ! | -1 ! | -1 ! | -1 ! | -1 ! | -1 ! | –    | –    | -1 ! | -1 ! | –    | -1 ! | -1 ! | –    | 1    | 1    | 2     |
| ITA Itália            | -1 !      | -1 ! | -1 ! | -1 ! | –    | –    | 1    | –    | –    | 1    | 1    | 1    | –    | 1    | 1    | –    | 1    | 7     |
| YUG Iugoslávia        | -1 !      | -1 ! | -1 ! | -1 ! | -1 ! | –    | -1 ! | -1 ! | -1 ! | 1    | 1    | -1 ! | -1 ! | -1 ! | -1 ! | -1 ! | -1 ! | 2     |
| JPN Japão             | -1 !      | 2    | 2    | 2    | 1    | -1 ! | 1    | –    | –    | –    | -1 ! | –    | –    | 1    | –    | –    | –    | 9     |
| NED Países Baixos     | -1 !      | –    | -1 ! | -1 ! | -1 ! | -1 ! | -1 ! | –    | 1    | 1    | –    | –    | -1 ! | -1 ! | –    | -1 ! | –    | 2     |
| PER Peru              | -1 !      | -1 ! | –    | -1 ! | –    | –    | –    | 1    | -1 ! | –    | –    | -1 ! | -1 ! | -1 ! | -1 ! | -1 ! | -1 ! | 1     |
| POL Polônia           | -1 !      | 1    | 1    | –    | 1    | –    | -1 ! | -1 ! | -1 ! | –    | -1 ! | –    | –    | –    | –    | –    | 1    | 4     |
| ROU Romênia           | -1 !      | –    | -1 ! | –    | -1 ! | 1    | -1 ! | -1 ! | -1 ! | -1 ! | -1 ! | -1 ! | -1 ! | -1 ! | -1 ! | -1 ! | -1 ! | 1     |
| ROC                   | -1 !      | -1 ! | -1 ! | -1 ! | -1 ! | -1 ! | -1 ! | -1 ! | -1 ! | -1 ! | -1 ! | -1 ! | -1 ! | -1 ! | -1 ! | 1    | -1 ! | 1     |
| RUS Rússia            | -1 !      | -1 ! | -1 ! | -1 ! | -1 ! | -1 ! | -1 ! | -1 ! | -1 ! | –    | 2    | 2    | 1    | 1    | –    | -1 ! | -1 ! | 6     |
| SRB Sérvia            | -1 !      | -1 ! | -1 ! | -1 ! | -1 ! | -1 ! | -1 ! | -1 ! | -1 ! | -1 ! | -1 ! | -1 ! | –    | –    | 1    | 1    | –    | 2     |
| URS União Soviética   | -1 !      | 2    | 2    | 2    | 2    | 2    | -1 ! | 2    | -1 ! | -1 ! | -1 ! | -1 ! | -1 ! | -1 ! | -1 ! | -1 ! | -1 ! | 12    |
| Ano                   | 1896–1960 | 64   | 68   | 72   | 76   | 80   | 84   | 88   | 92   | 96   | 00   | 04   | 08   | 12   | 16   | 20   | 24   | –     |

Nota: As caixas em cinza escuro representam um ano em que o CON não existia ou não competiu em eventos de voleibol nos Jogos Olímpicos.